# K11 (香港)
22°17′52″N 114°10′25″E / 22.2977°N 114.1737°E

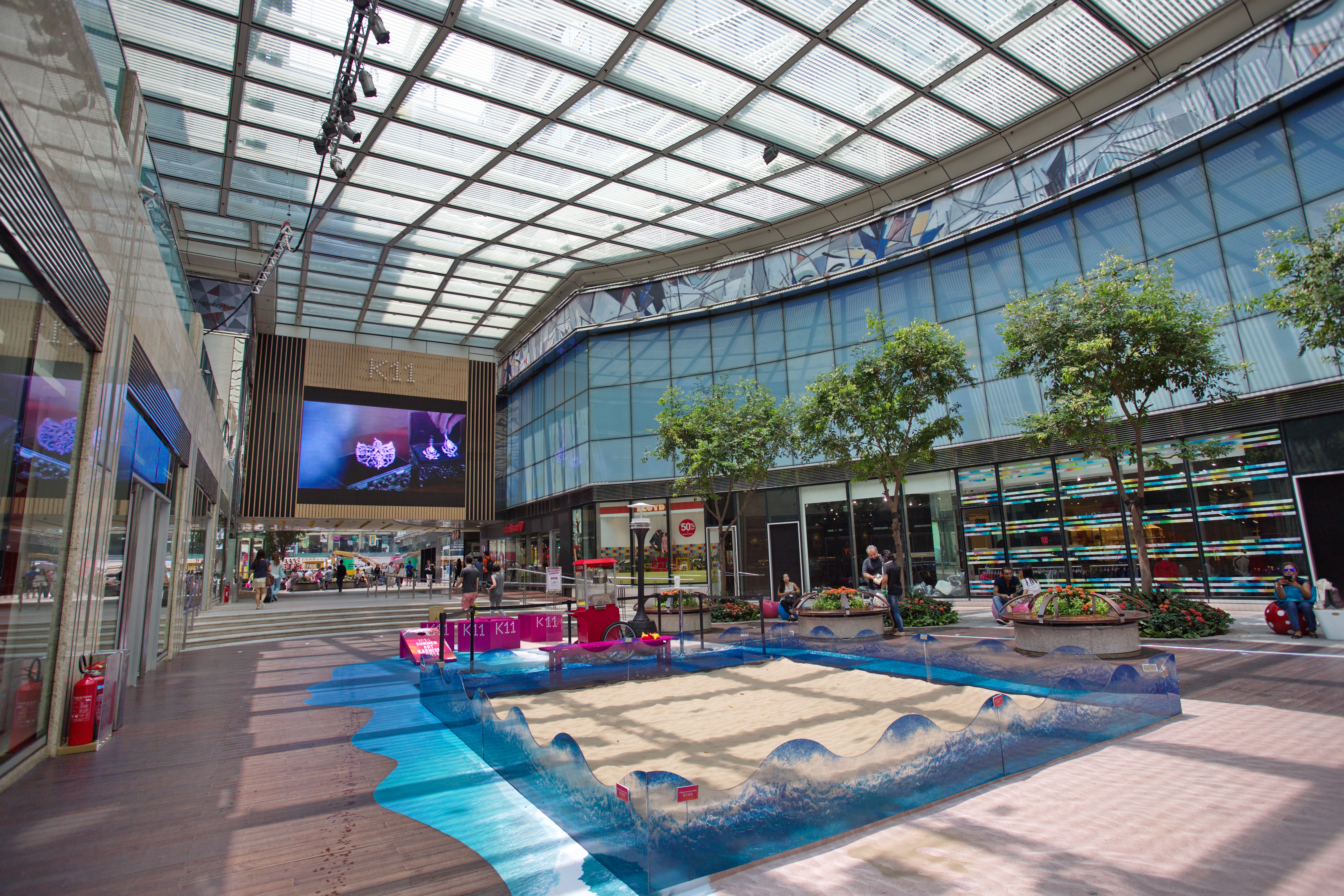
K11廣場

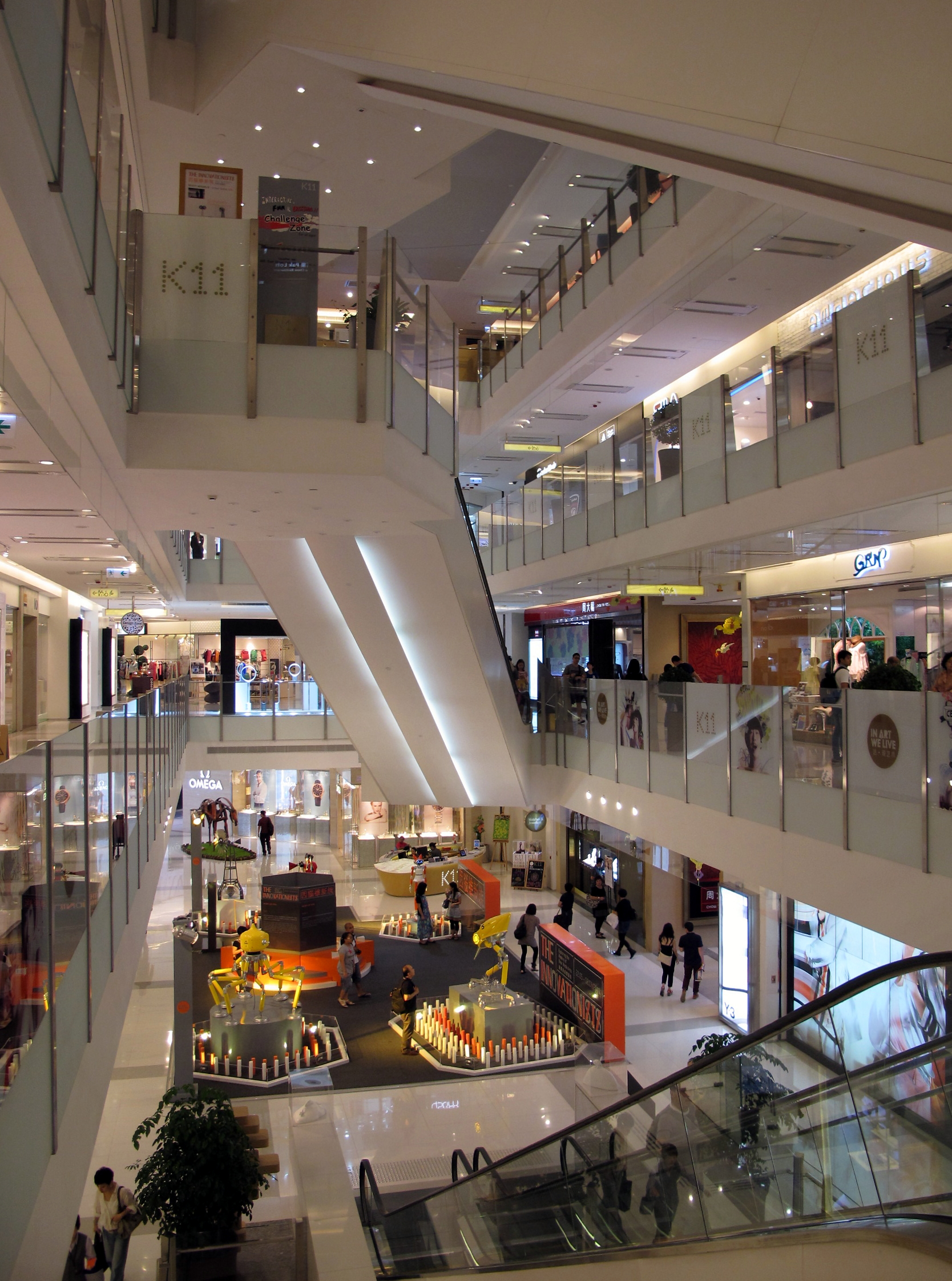
2019年翻新前的K11中庭

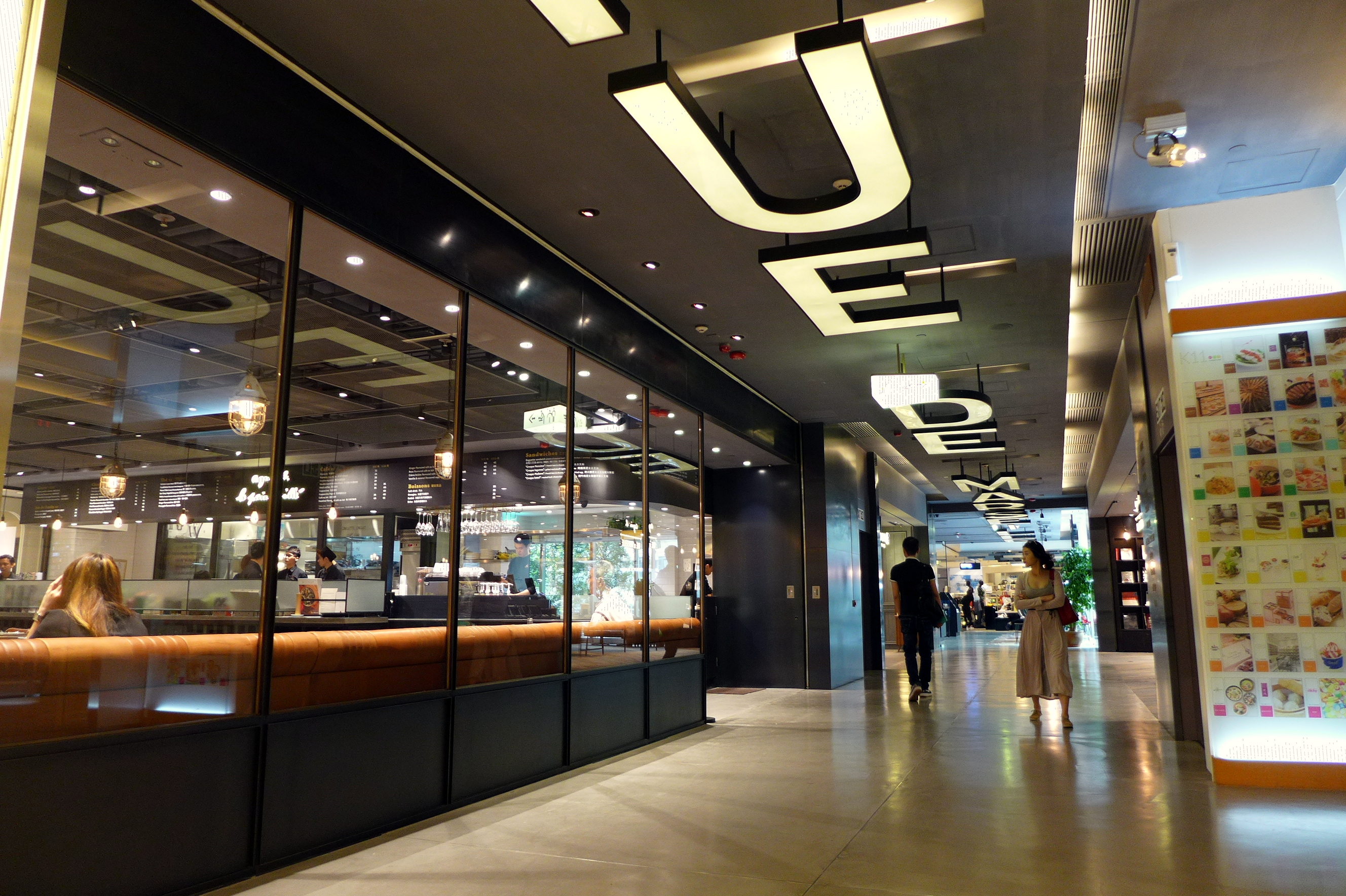
2013年地下至1樓開設面積超過17,000平方呎的agnès b.旗艦店

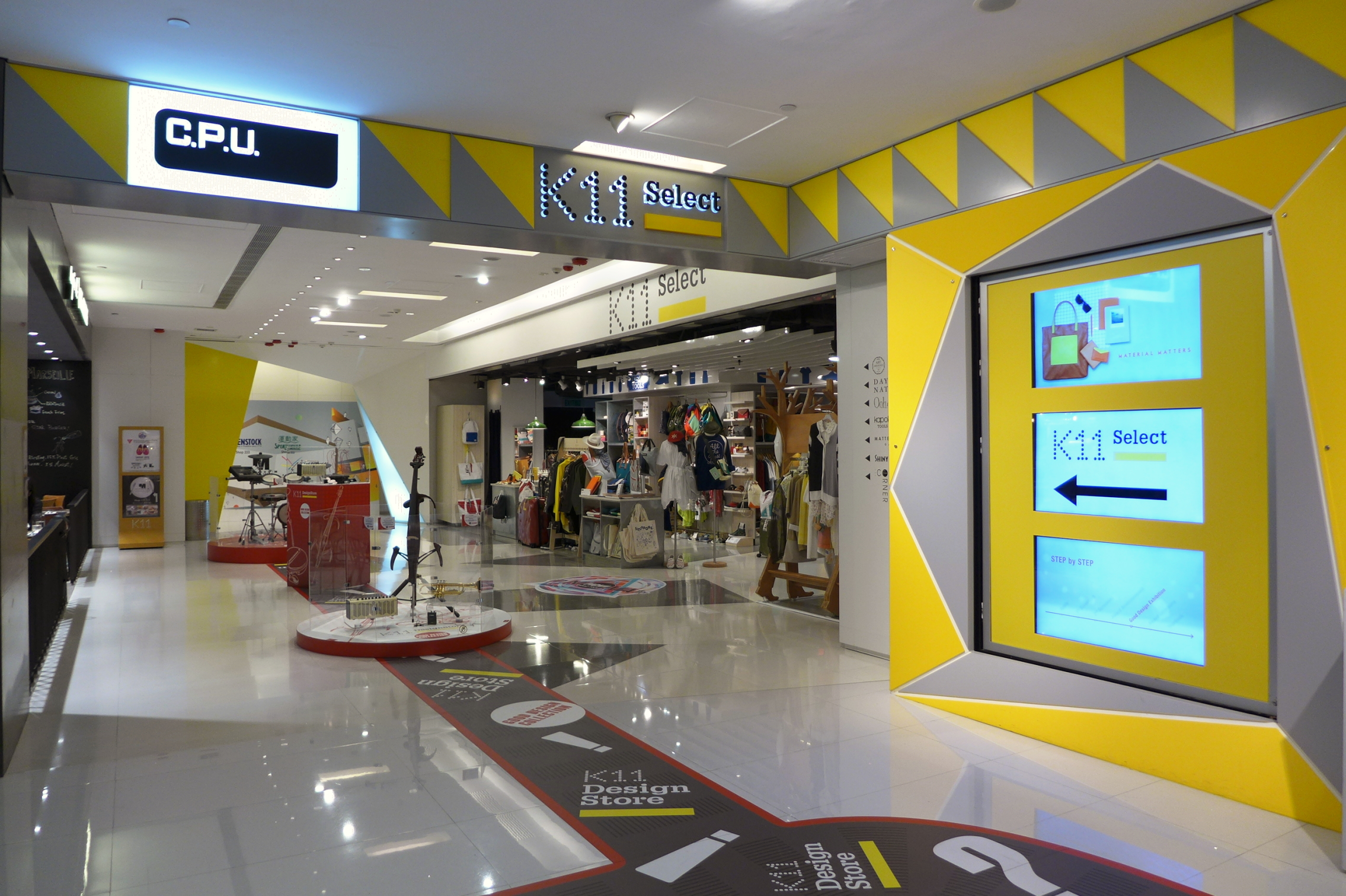
K11 select設多個設計獨特、香港比較少見的外國時裝品牌

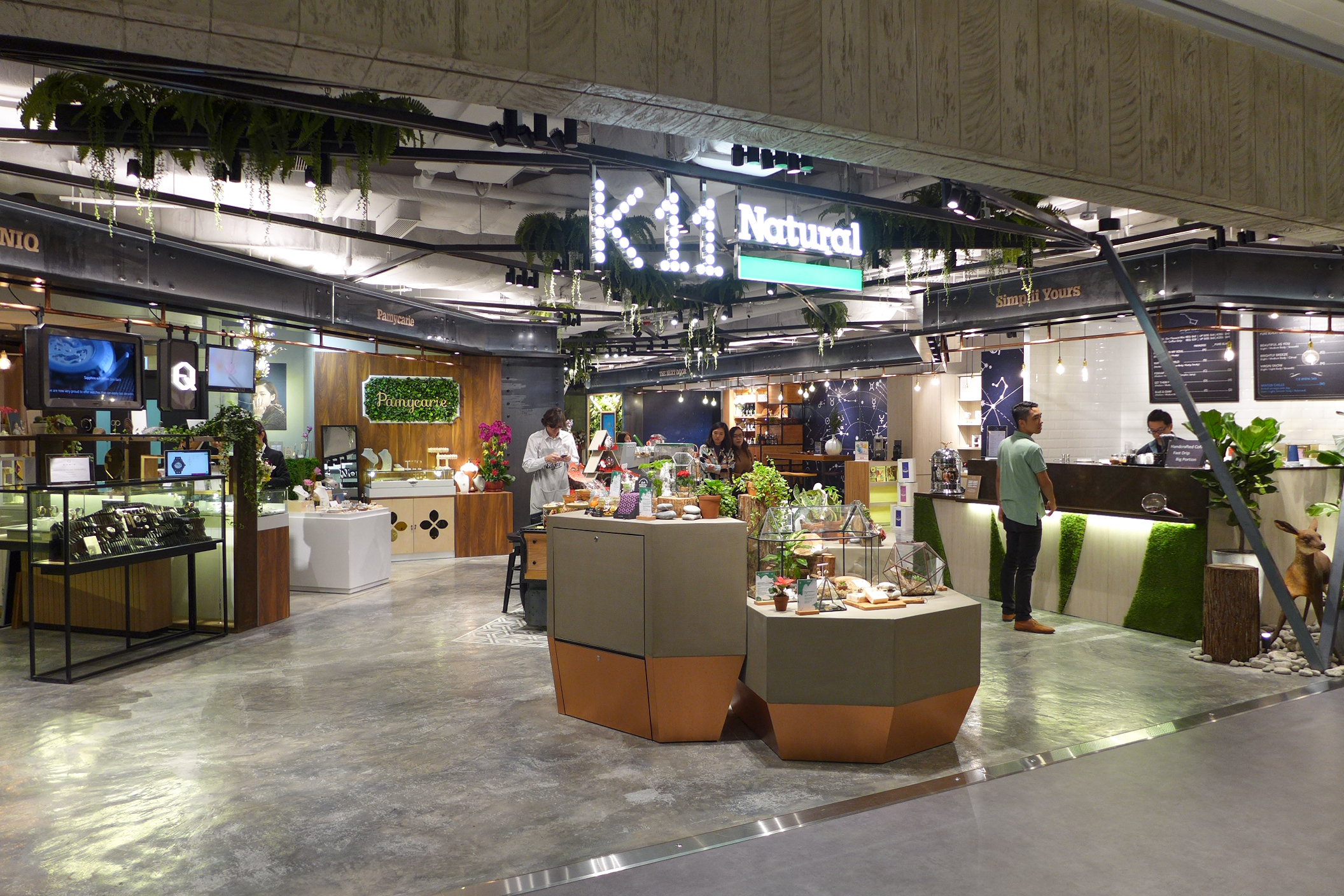
2樓K11 Natural自然及美藝主題樓層

K11是香港的一座購物中心，號稱是「購物藝術館」，位於九龍油尖旺區尖沙咀，河內道18號重建項目重建項目的商場部份。K11樓高6層，樓面面積34萬平方呎，耗資30億元興建，於2009年11月27日對外開放，開幕典禮於同年12月17日舉行。K11項目被新世界發展號稱為「全球首個購物藝術館」。

## 名稱
K11原為當年土地發展公司（市區重建局的前身）編配給河內道18號重建項目的編號，代表九龍區第11個項目。至於為何將K11這個編號用於物業的名稱，新世界發展執行董事鄭志剛表示，K11起初的確是無意義的代號，但卻發現K11也可以有東方哲學「虛實共生」的涵義，本質上意義中立，既然是中立，因此可激發無盡的解釋和意義，即是可發揮無限。 第二個解釋是，K11的命名原於鄭志剛在某次到北京出差，乘坐飛機回港途中的時候，想起了商場命名及他的童年往事。鄭志剛從小便夢想擁有自己的王國，而剛好王國英文Kingdom的首字母「K」又在英文字母中排行第11位，就決定替這個商場命名為「K11」，希望他的「百貨王國」讓更多人留下深刻印象。

## 商場結構
K11商場共有7層（2層地庫及5層地面），另有2層停車場，由底層開始向上分別設有B4、B3、B2、B1、G（地面）、L1、L2、L3及L4層。其中商場位於B2至L4層，車輛入口及停車場設於B3及B4層。
B1層及B2層於2009年11月27日開放，整個商場則於2009年12月5日全面開放。不少租戶經已在2009年11月尾開始試業。截至2009年12月為止，K11已租出80%，其中有65%是首度來港開設旗艦店；零售及食肆樓面分別佔80%及20%。

### B2至B1
B2層主要為女性潮流服裝、皮鞋及化妝品，包括Airplay Blow Dry Bar、Orbis、Cour Carre、mi-tu、Mirabell及Menard等；B1層主要為生活用品為主，包括啟泰藥業、La Creation de Gute麵包店、亮視點、Lazy Susan、AV Life、我愛廚房、Glacio萬寧及佔地18,000平方呎Market Place by Jasons超級市場。2010年7月起開設豐澤電器及屈臣氏。
2013年3月，B2層部份商店及通道改為超過8000平方呎的D-mop zone概念店。到2014年年中起，B2層原有的地台上加上木膠版 ，並開設多間專櫃。而2016年初，B1層Market Place by Jasons超級市場縮細，開設曲奇薈及日式班戟專門店PAN de PAIN。
2022年5月，B2層的K11 Art Space和D-mop位置合共15000呎樓面改為宜家家居，在同年8月12日開業。

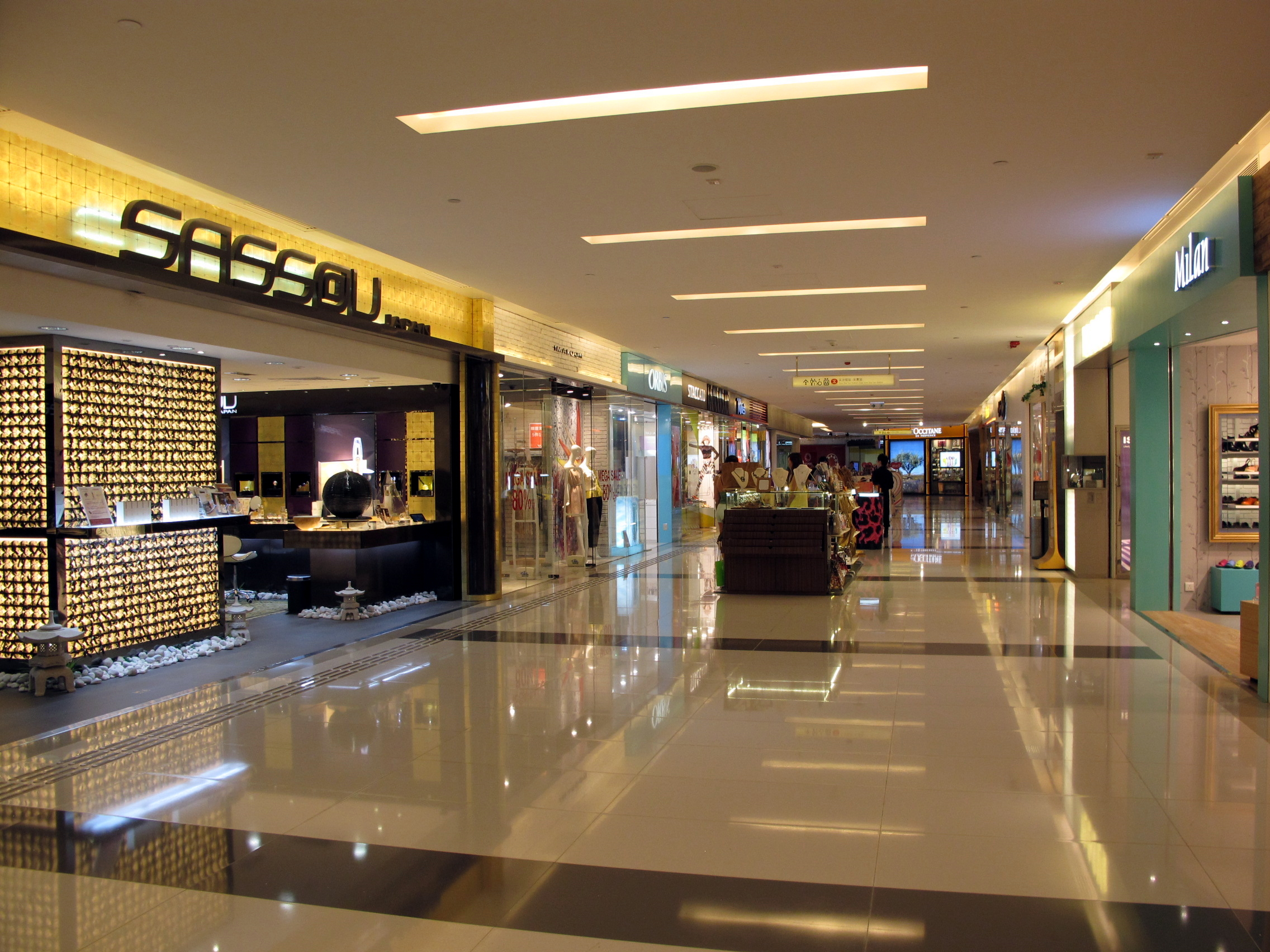
B2層 (2013年)
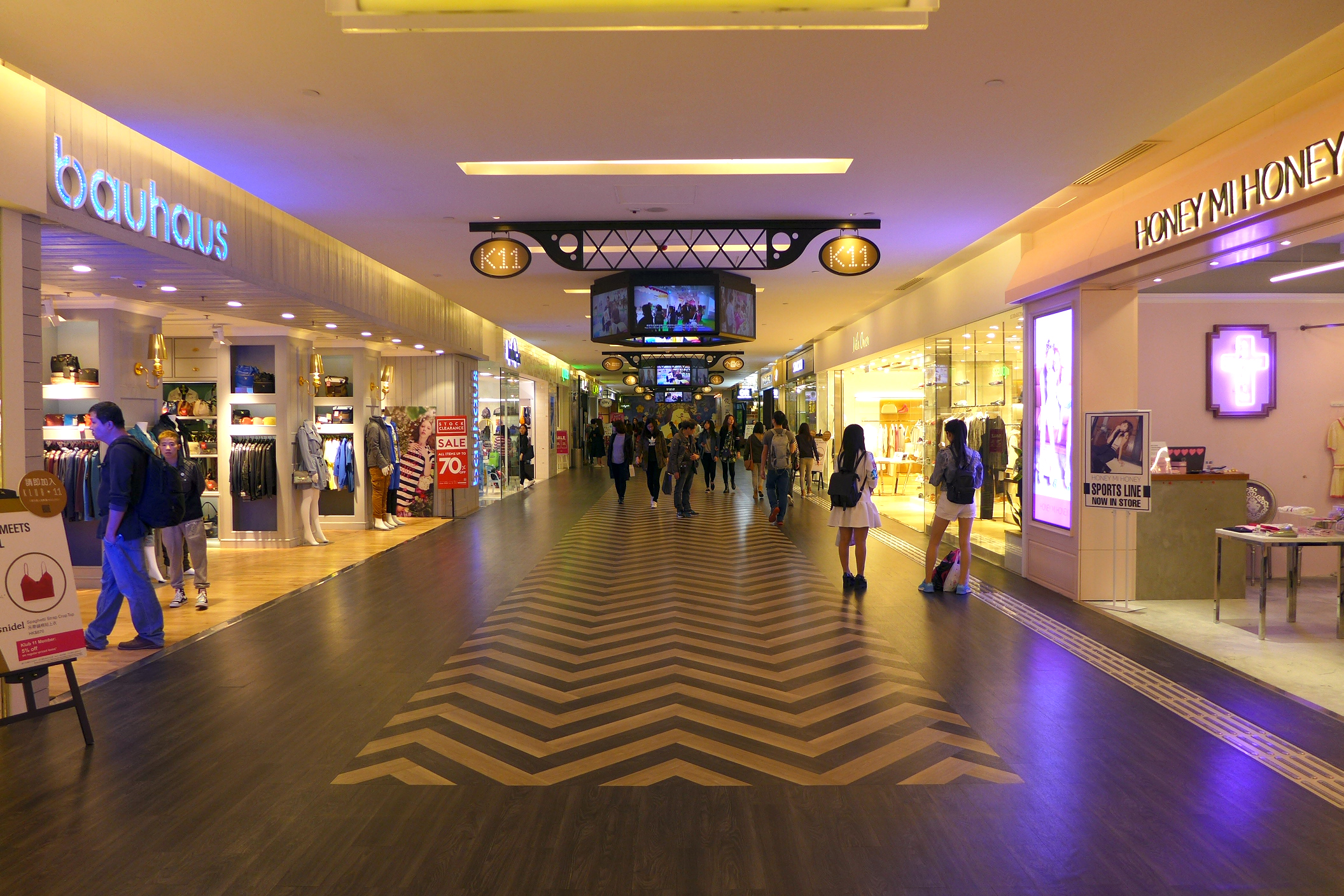
B2層原有的地台上加上木膠版 (2016年)
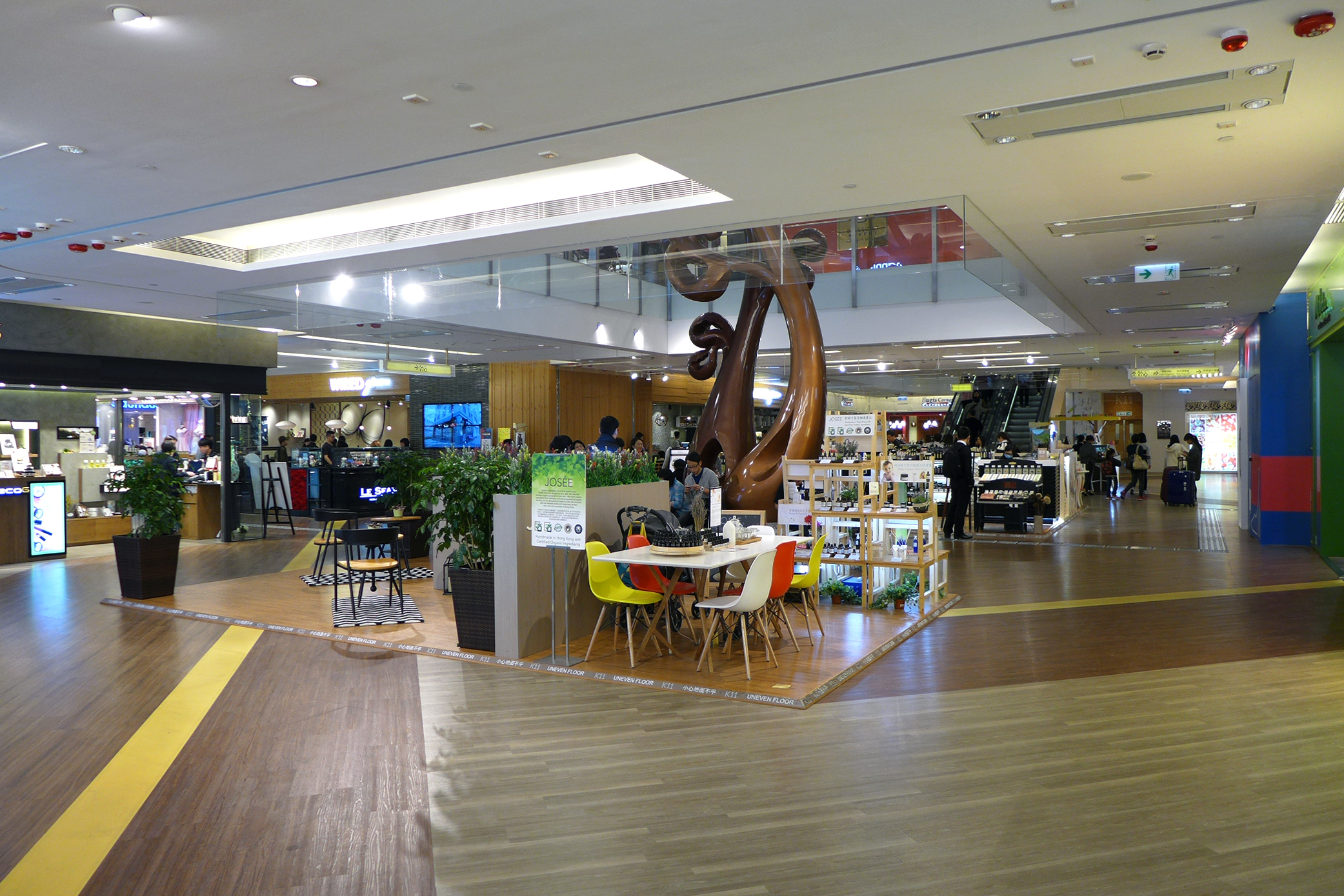
B2通道開設多間專櫃
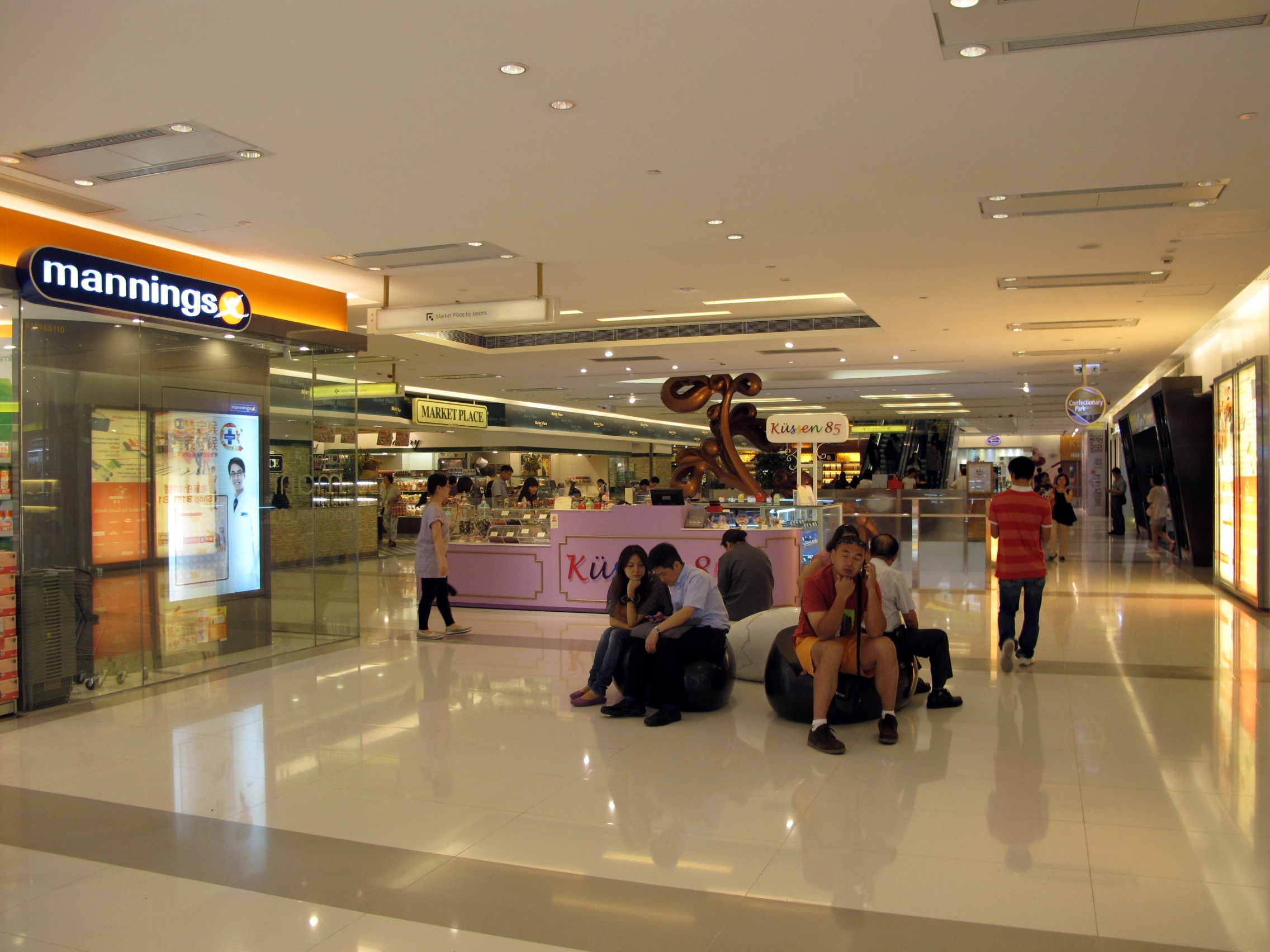
B1層 (2013年)
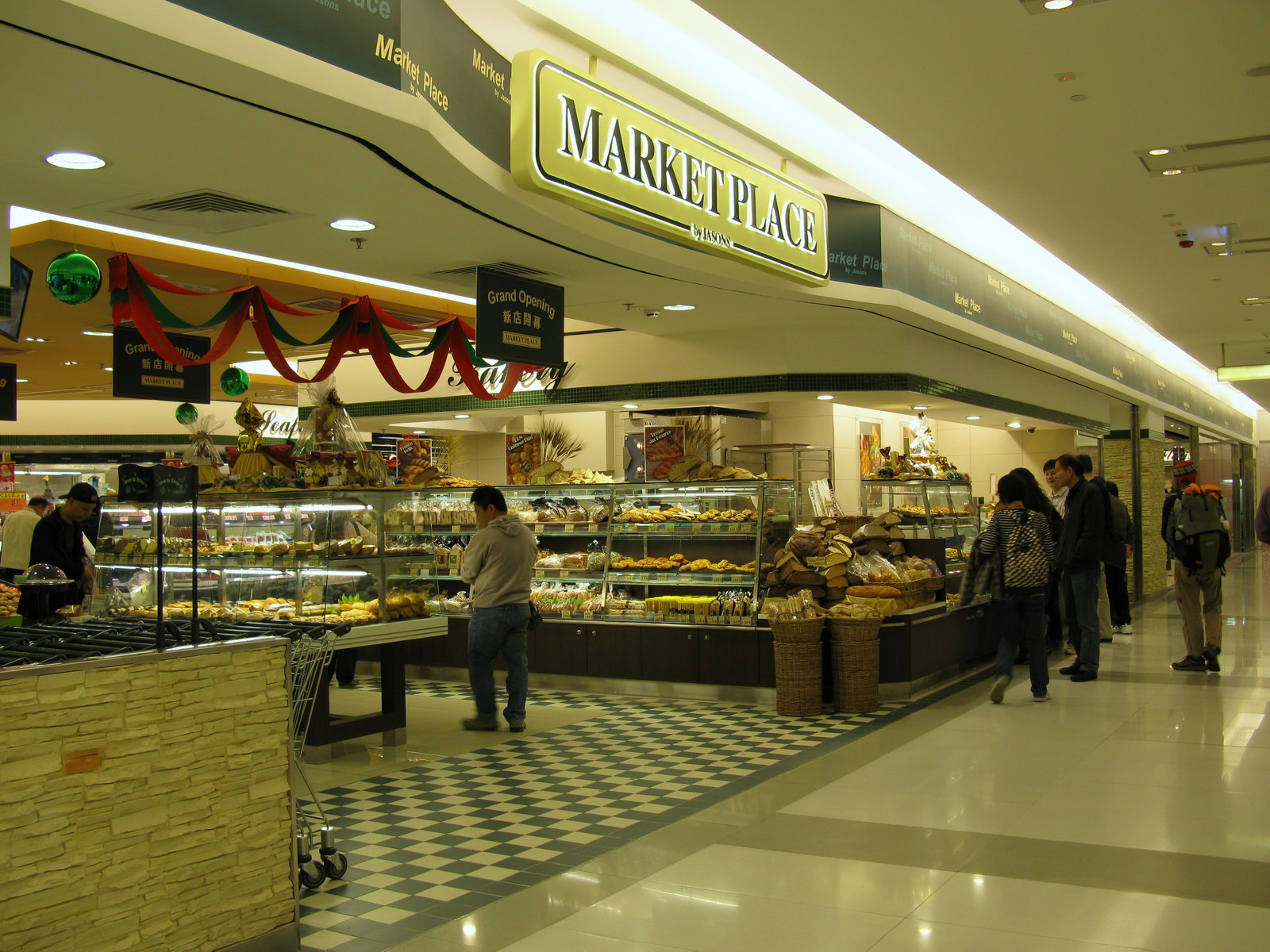
B1層Market Place by Jasons超級市場 (2009年)

### G至L4
商場地面層為高級名店，包括Longchamp、Tiffany by Soloman、Thann、Omega、英國品牌Dormeuil（已遷出）、佔地超過5,000呎的全球首間周大福概念店、年輕潮流服裝Y-3、D-mop及Calvin Klein Jeans。
到了2010年上半年開設See's Candies、emoi日用品店、來自泰國的美護膚品牌THANN及sports b.。地面還設有大型廣場，命名為The Piazza（K11廣場），廣場上設有天幕及大型LED電視。廣場旁設全港首間Espressamente illy意大利咖啡店及awfullychocolate。地面其他食肆包括kitchen．M caffè、金泰泰國菜、Paul Lafayet及Holly Brown Coffee, agnes b cafe l.p.g.。
到了2013年進行租戶重組，其中一部份改為面積超過17,000平方呎，樓高2層的agnès b.旗艦店，集合旗下的產品包括男女裝服飾、Sport b.、朱古力店、花店及La Maison Sur L'Eau旅遊概念店及Cafe。跟IFC的旗艦店的最大不同之處，是Rue de Marseille首次加入唱片店及書店。
商場L1至L3層為多間連鎖時裝店，包括AIGLE、Laosmiddle（已遷出）、Levi's、Clarks、Fila、Rockport、mademoislle、K11 pop x Ro'等。其他租戶包括Dymocks（已遷出）書店、家具用品專門店「生活館」、天祥攝影及Hair Corner。商場還迎合內地顧客的需求，場內曾開設數間內地品牌專門店，包括Biba及imaroon，唯專門店已於2011年結業。L4層只設有一間食肆，為Al Pasha新疆菜餐廳。到了2010年10月，商場1樓更開設K11 Design Store及展覧廊，展示藝術品及售賣設計精品。2013年租戶重組後，引入日本人氣料理教室ABC Cooking Studio。
2樓365.東海蟹舊址9,000呎樓面於2016年12月改為K11 Natural自然及美藝主題樓層。發展商斥資500萬裝修，並引入了12間商戶。當中引進3家本地實體店，包括Simplii Yours咖啡烘焙店、鮮花料理「朝花夕拾」、園藝廚藝餐飲店「野玩田店」，瑞典的有機食品商Moreorganic，香港花藝飾物工匠店Pamycarie等。
MiXTRA曾是K11最大的租戶，佔地3層（G、L1、L2的部份位置），達20,000平方呎，售賣世界著名時尚運動品牌服飾。不過自2012年4月起，1樓部份位置改為kitchen M食肆；2樓改為BIRKENSTOCK及運動家。MiXTRA現只餘下一層。

### 食肆
K11每層均預留位置開設食肆，合共超過20家，包括B2層的misocool（已遷出）、大叻越南牛肉粉餐廳（已遷出）；地面廣場的Espressamente illy及Awfully Chocolate。其餘食肆包括霞飛、銀座梅林（已遷出）、Oceanna、Aropa所羅門群島菜式的餐廳（已遷出）、百樂潮州鮑魚飯店、太二酸菜魚及叙福樓集團旗下的敘. 小麵、溫野菜和THE MATCHA TOKYO等。另外，部份樓面被稱為「新食藝」。

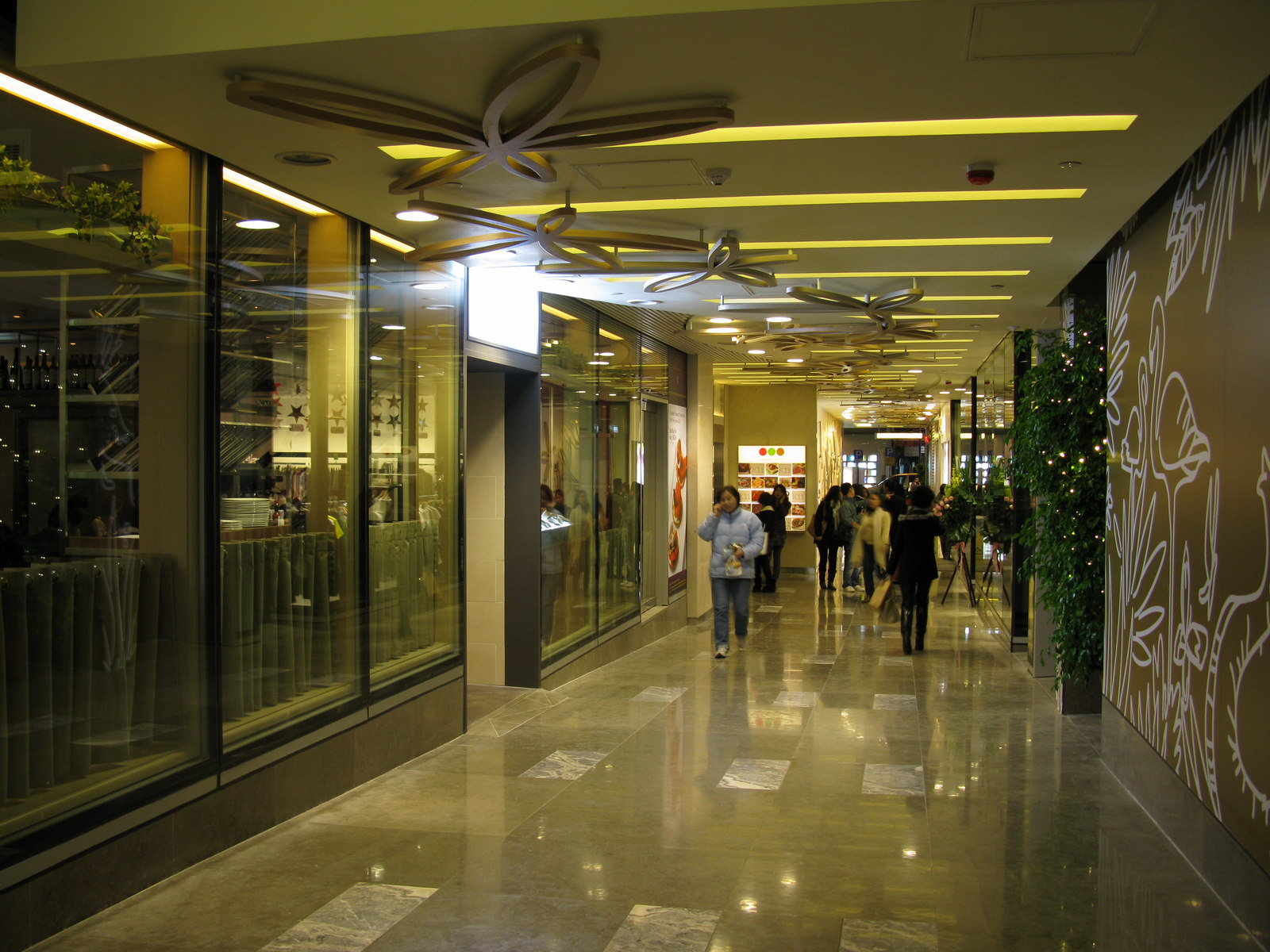
G層商場通道
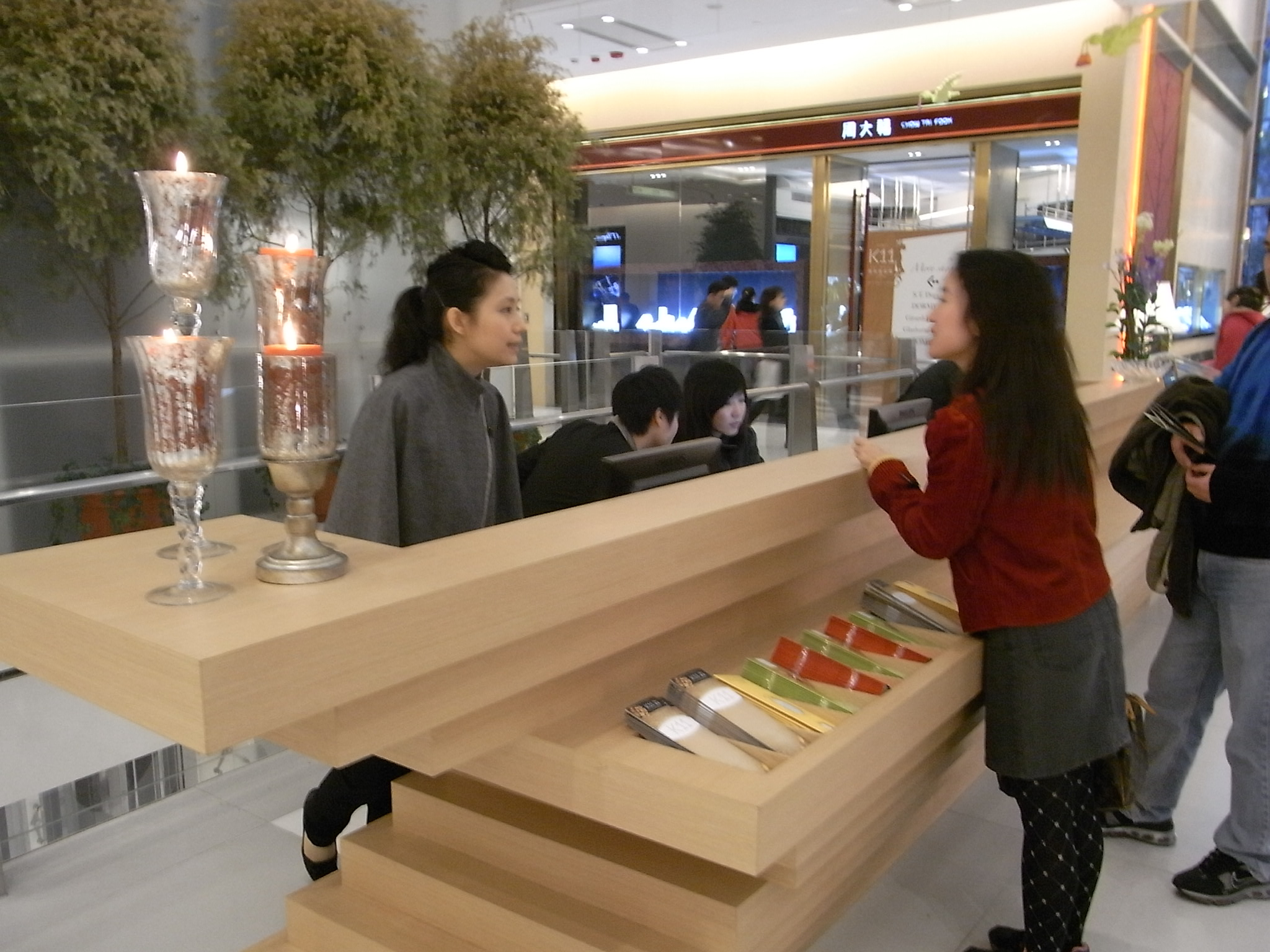
G層禮賓部
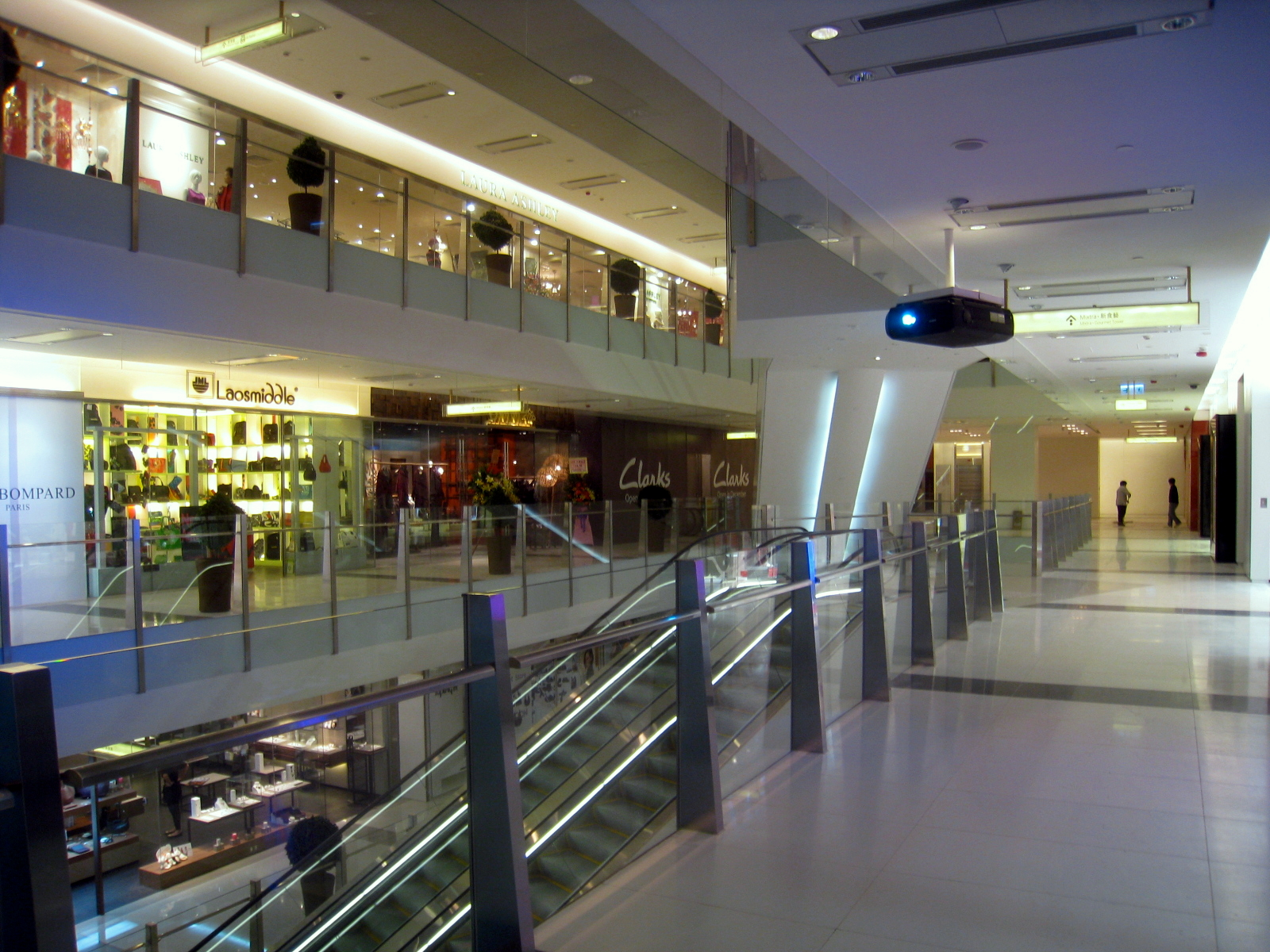
L2層
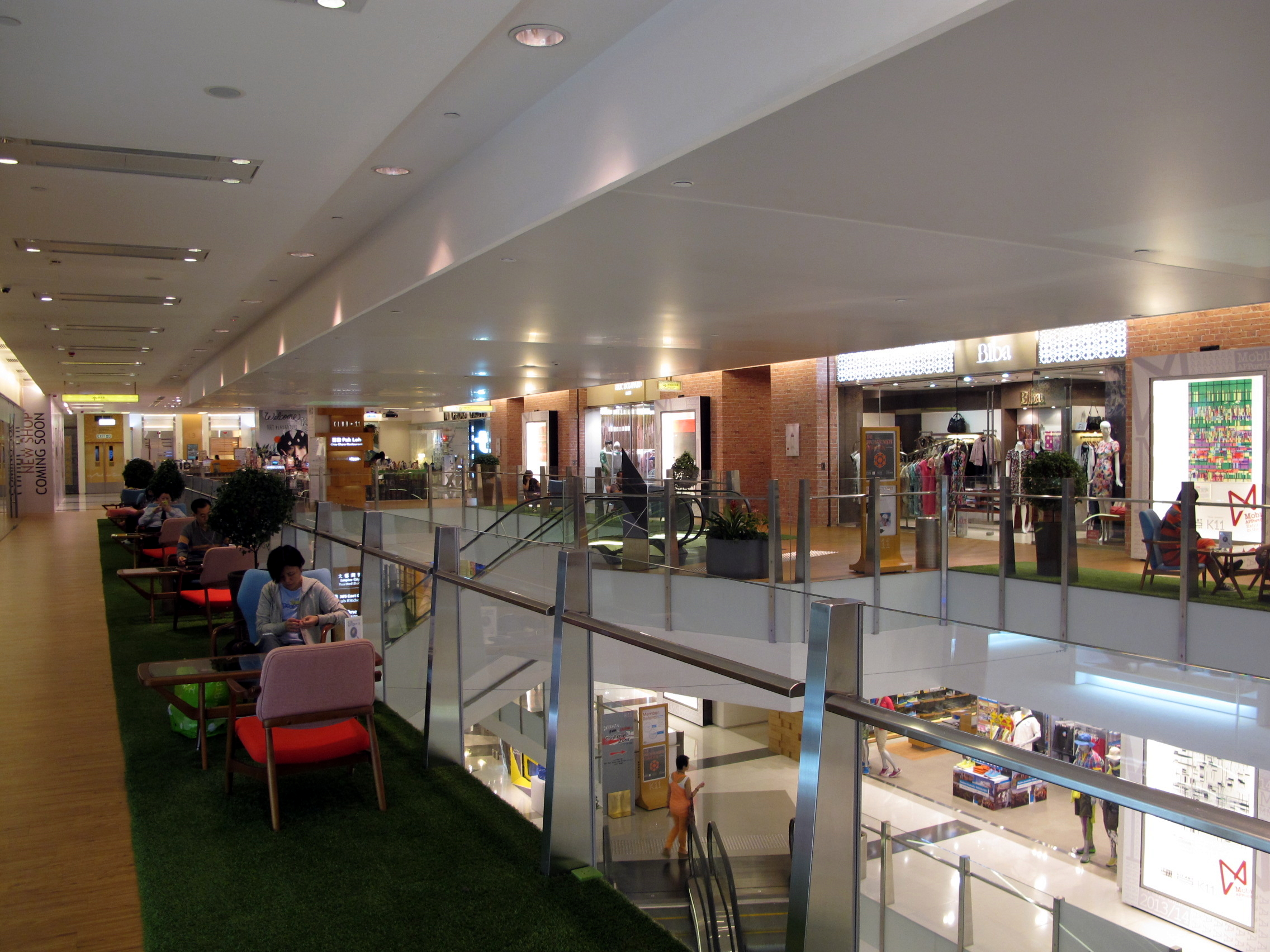
L3層
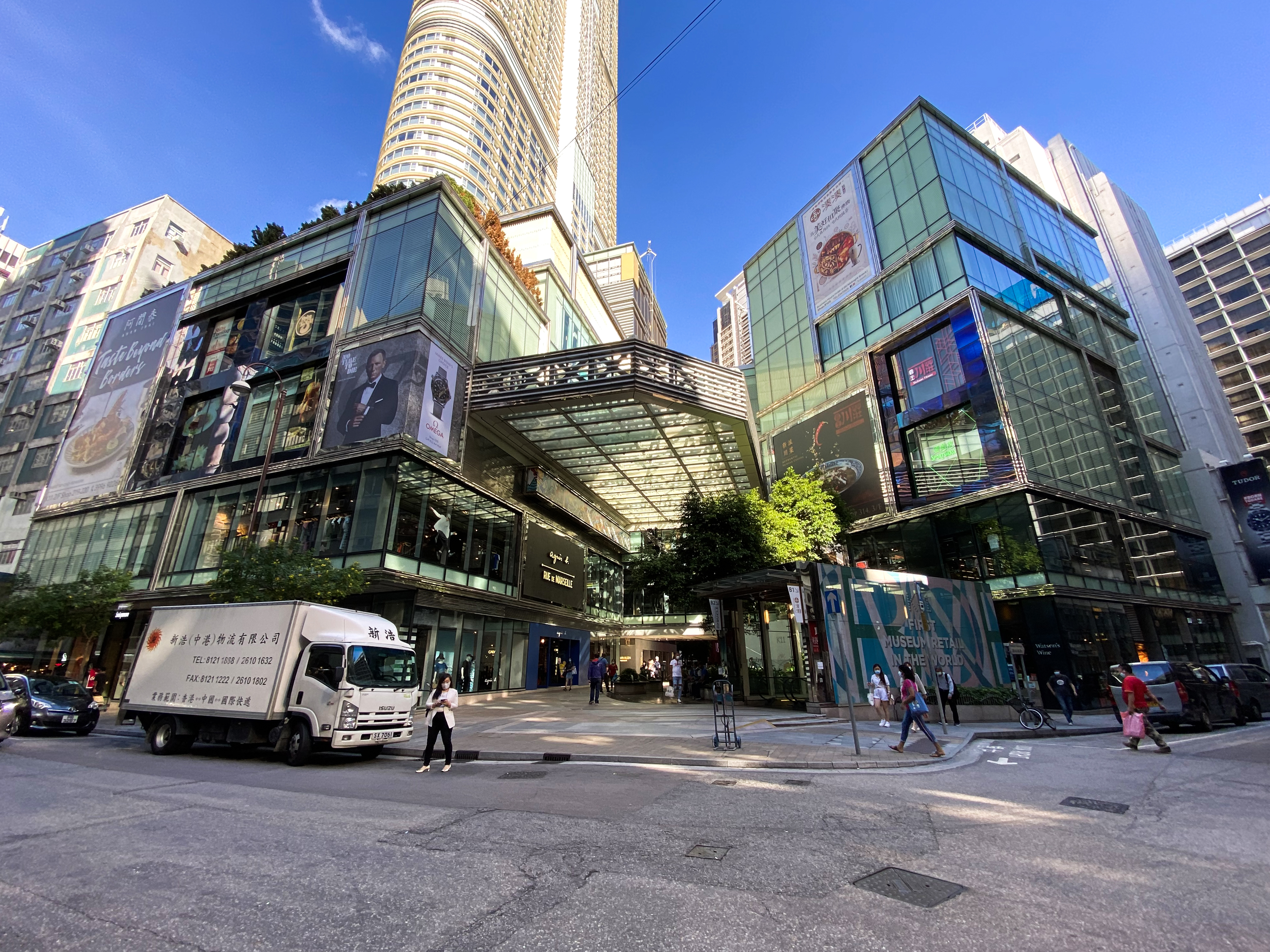
K11加拿分道入口

## 藝術品
K11商場號稱該商場為全球首個購物藝術館，融合藝術、人文、自然三大核心元素，目標是發展成紐約市的蘇豪區。因此商場自資2,000萬港元，在每層放置了多件藝術品，合共13組，全部由K11創辦人兼主席鄭志剛挑選。藝術品由座椅、天花掛飾、以至外牆裝飾及巨型雕塑等，大部分由本地藝術家創作，包括李展輝、莫一新及文鳳儀等。場內亦設有19個展覽陳列窗，遍佈於商場4層的店舖之間，讓本地藝術家展示作品。展品3個月更換一次，開幕初期主要是畫展，有6至7位藝術家參與。首批展品於12月18日正式亮相。
而場內的B2層B207室亦設有展覽廊K11 Art Space，定期舉行不同形式的藝術展覽，到2022年初結束。早期商場一樓（Pizza Express進駐前）及三樓部分樓面亦曾用作展覽用途。

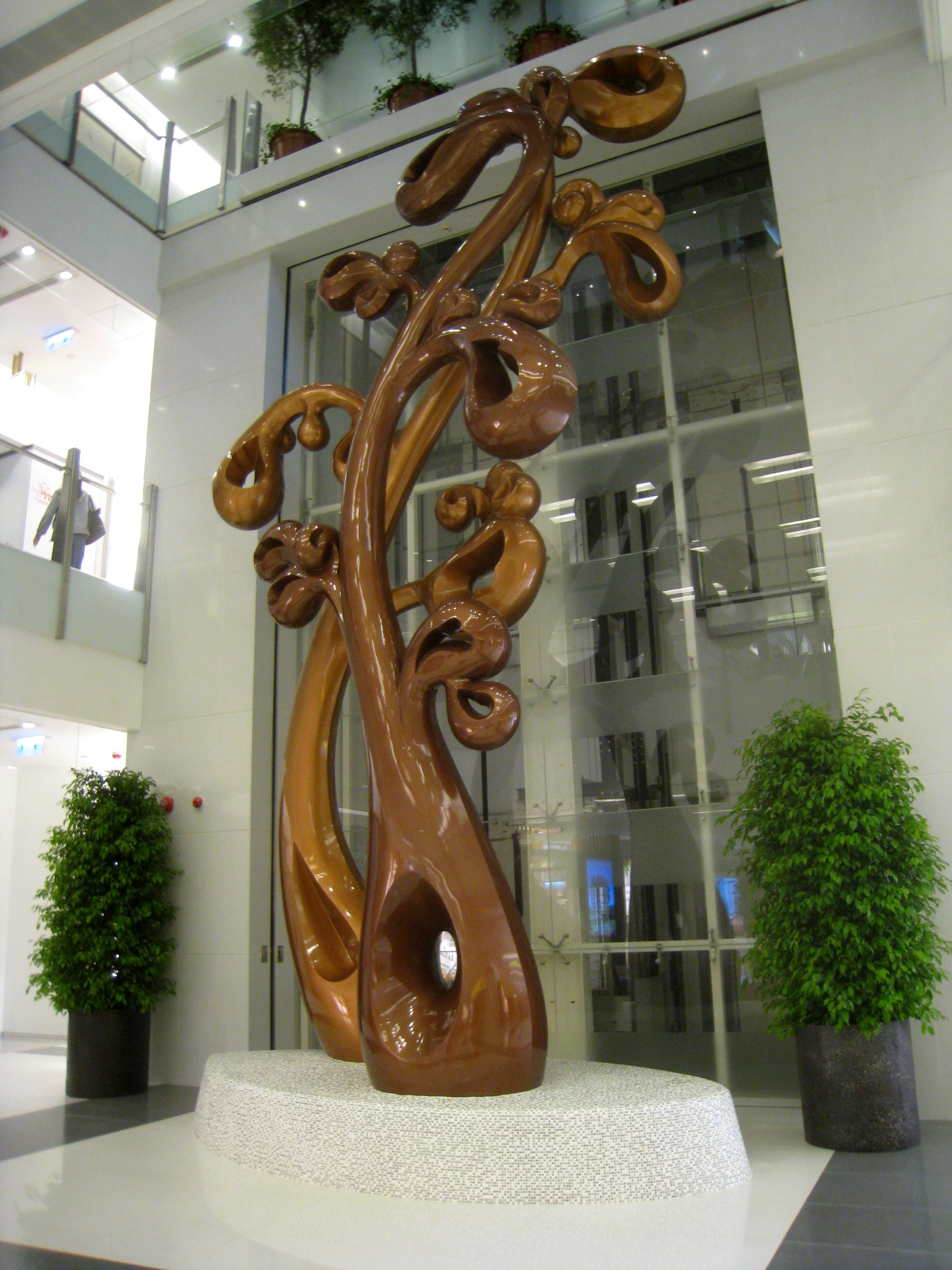
「都市一隅‧花」－李展輝 (已拆除)
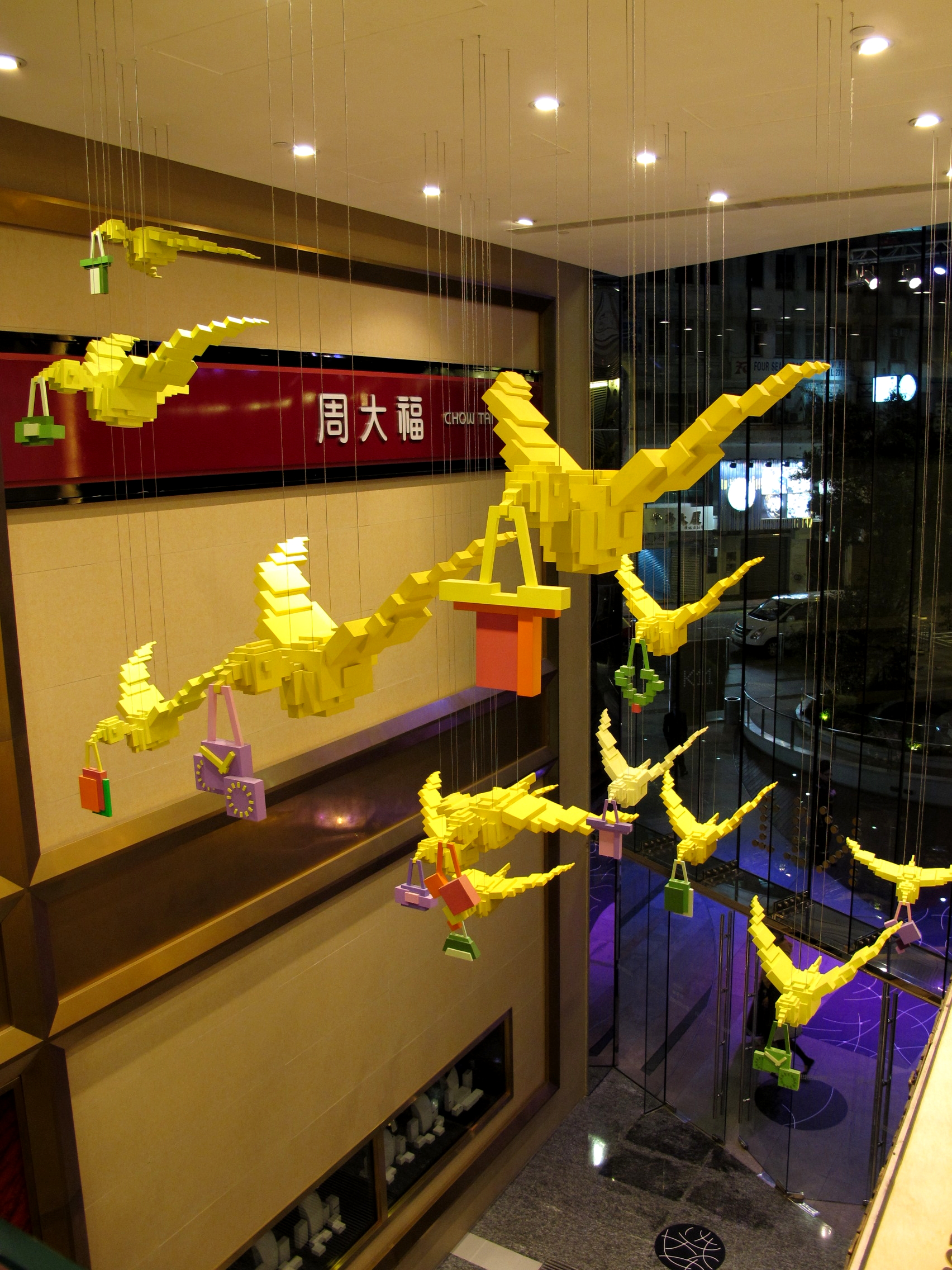
「倒影」－甘志強 (已在2018年拆除)
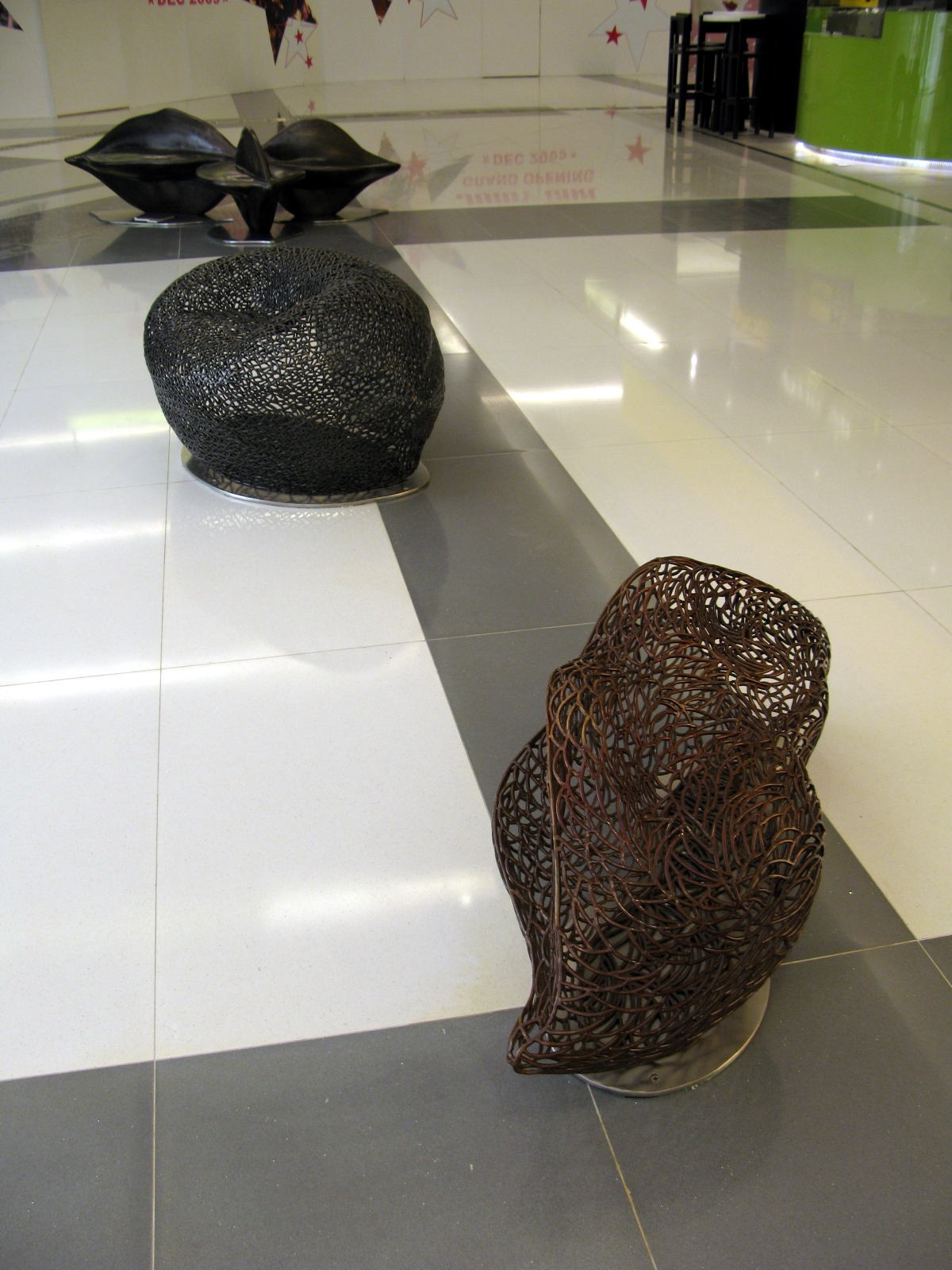
「汎」－文鳳儀
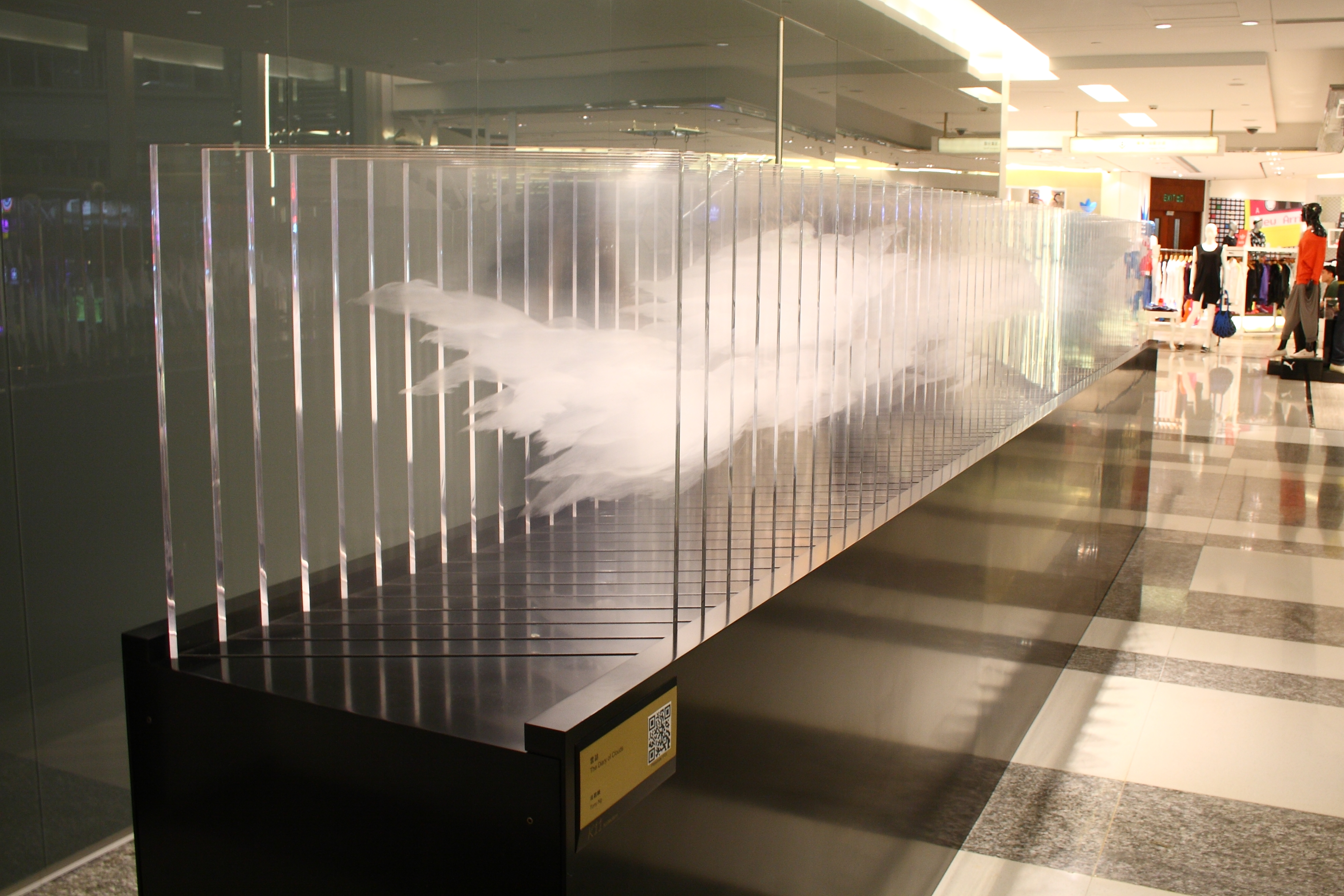
「雲誌」－吳觀麟
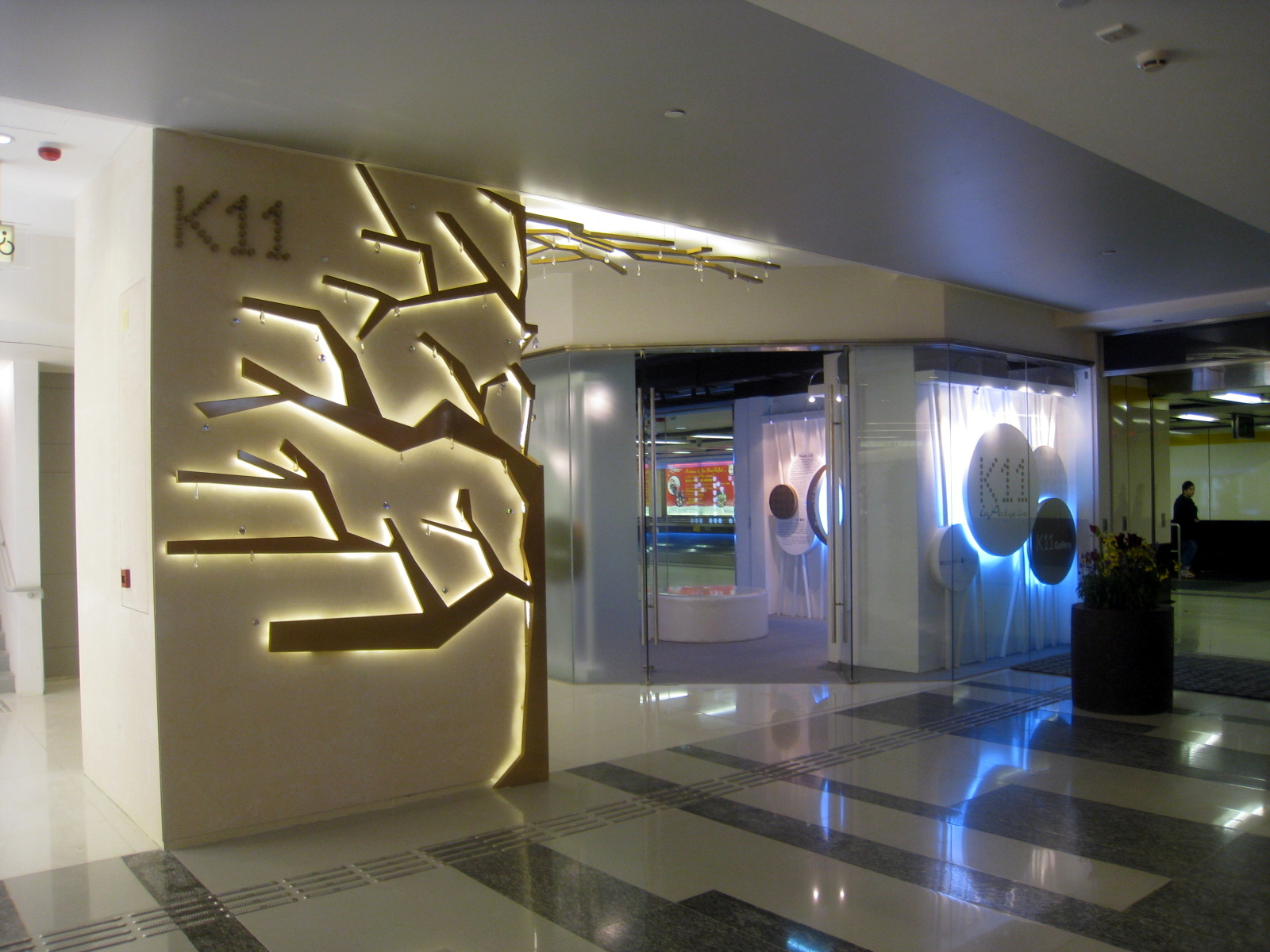
位於B2層K11 Gallery (已關閉)
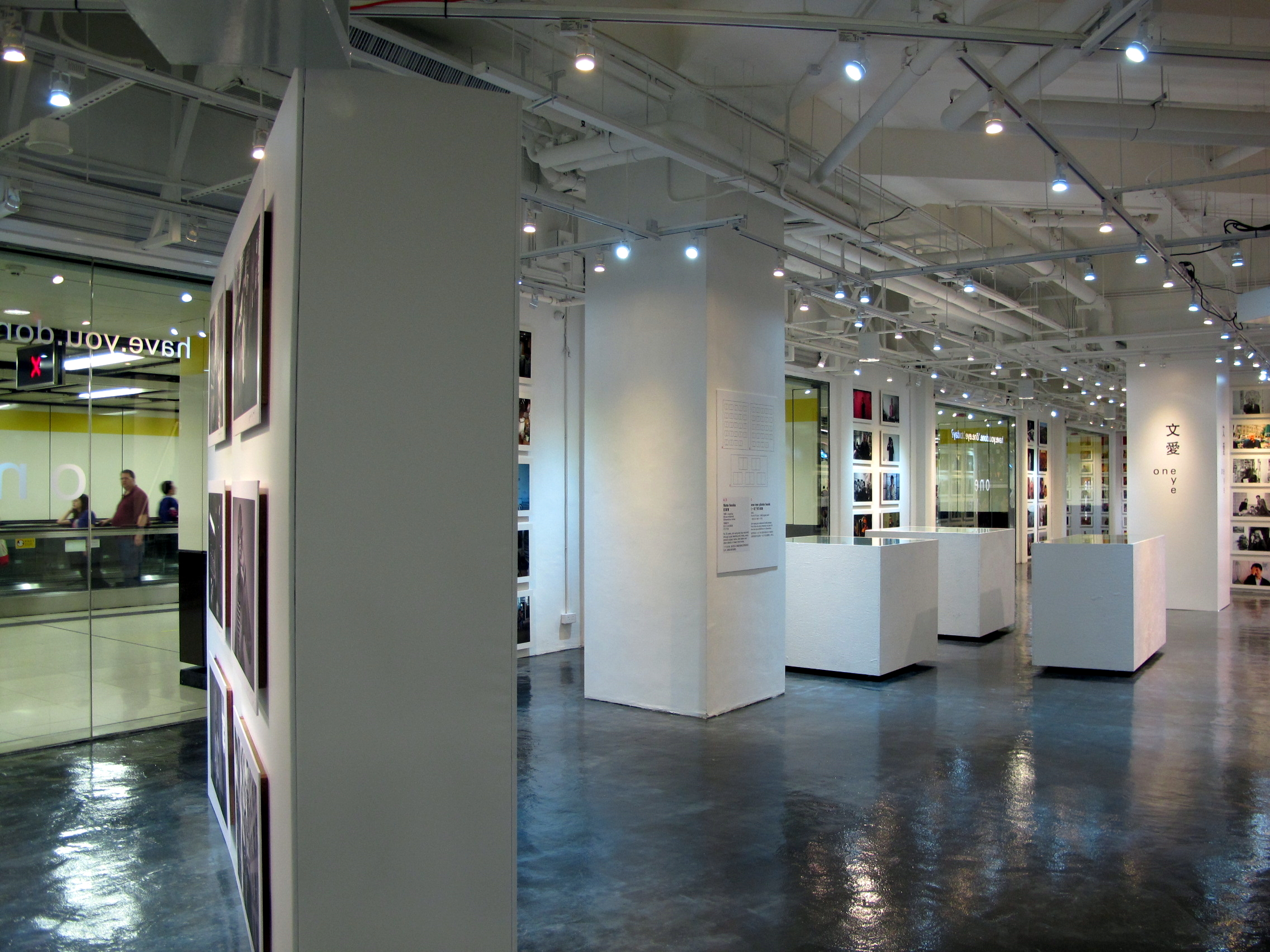
位於B2層的K11 Art Space，到2022年初結束

### 翻新工程

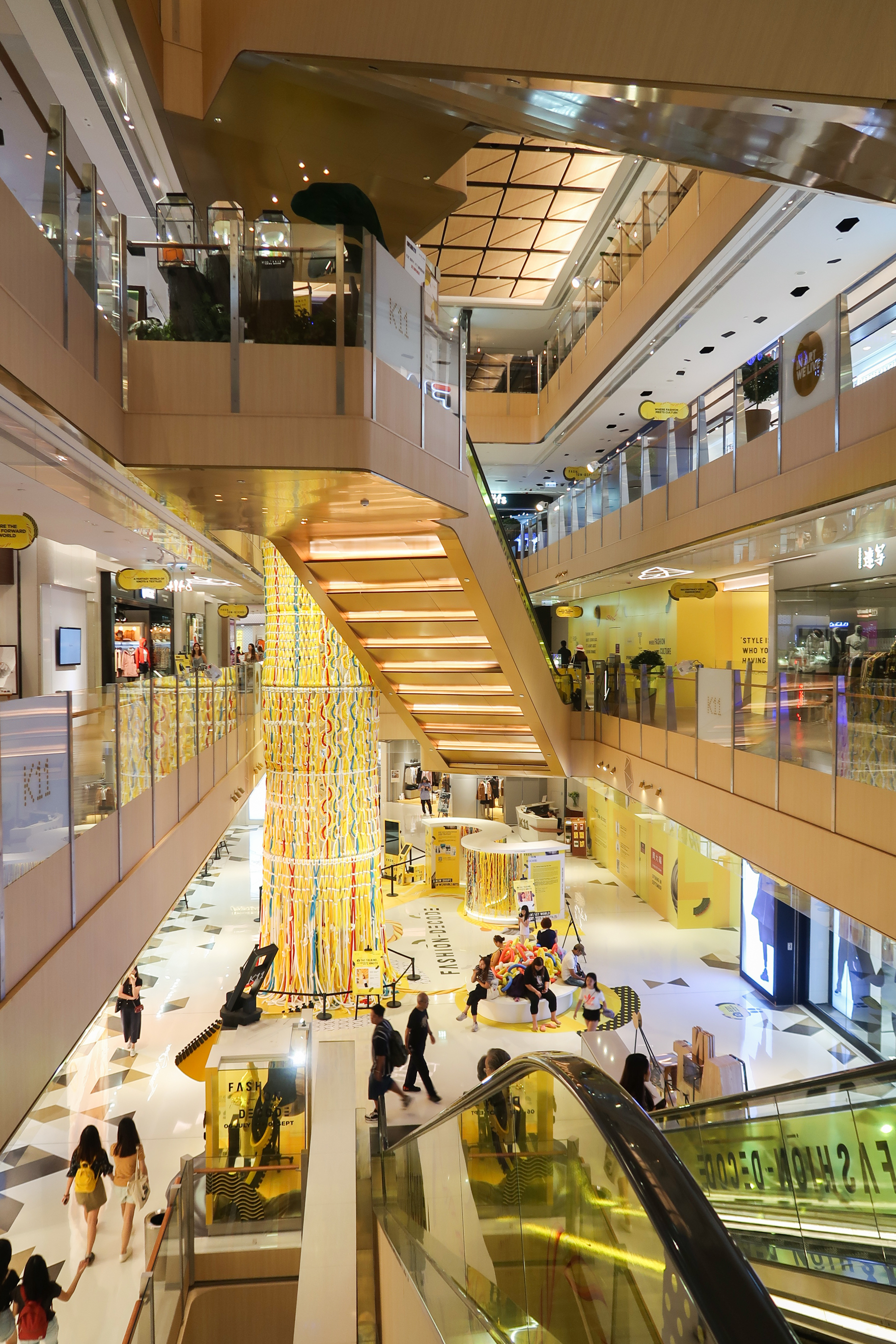
翻新後的中庭（2019年8月）

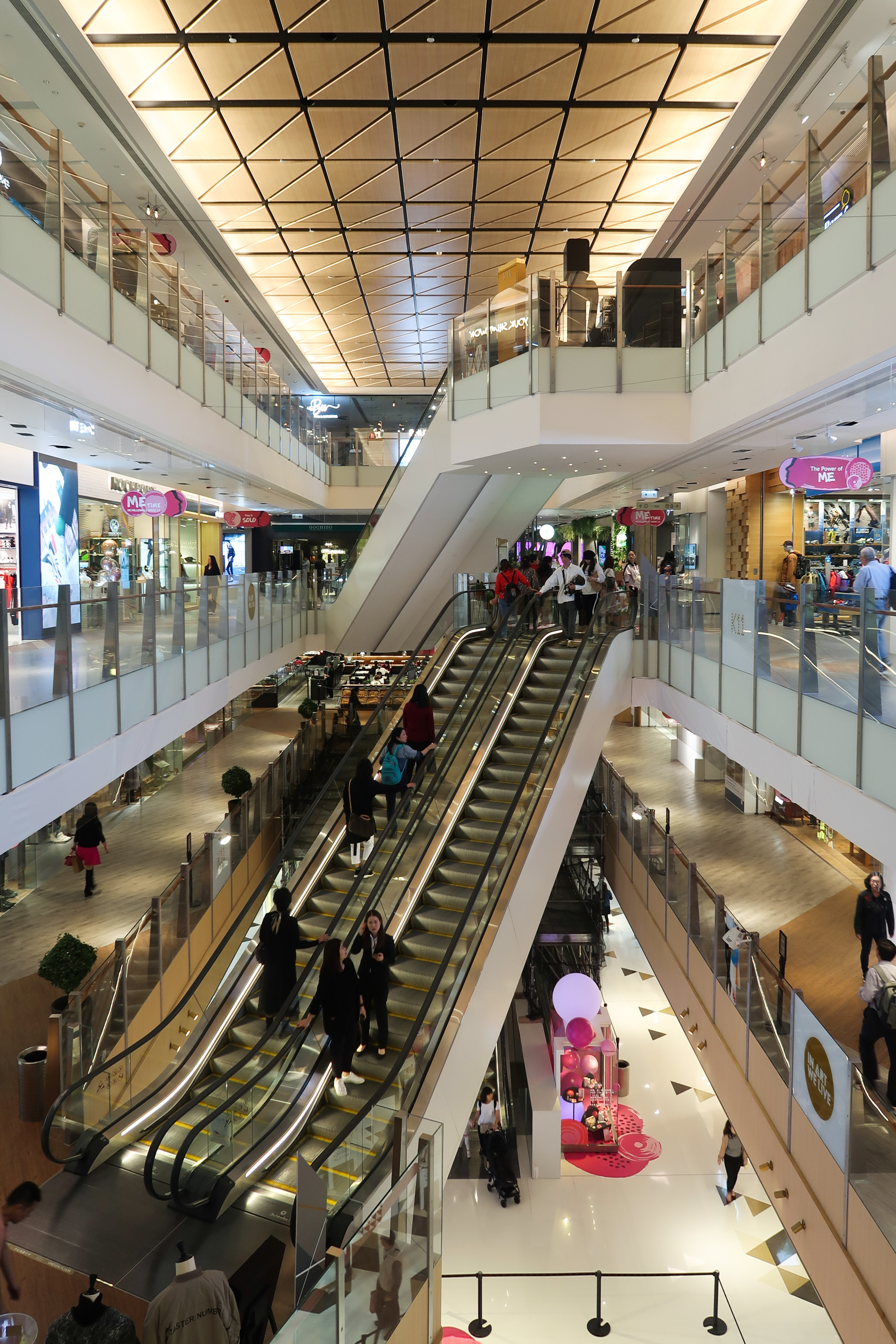
正進行翻新的中庭（2019年3月）

2012年2月，商場中庭兩部觀光升降機進行拆卸工程，工程於同年年中完成。升降機原址現改為商店及三樓的K11會員中心。
2018年商場開業10周年，新世界斥2億進行整體改造工程，同時進行租戶重組，計劃分三期進行，於2019年完成。翻新後主要以木材、植物和石材等自然材質為主調。

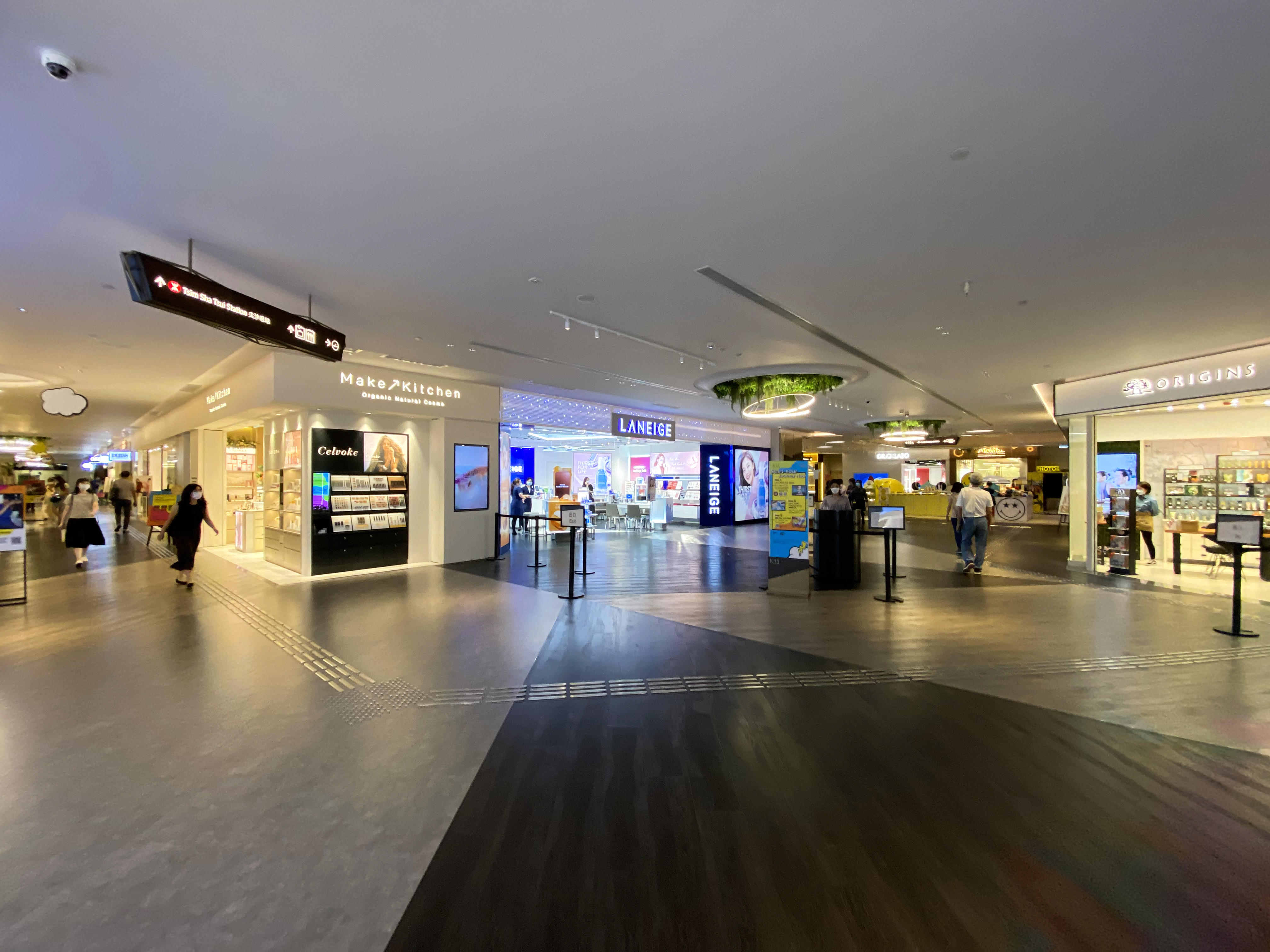
翻新後的B2層
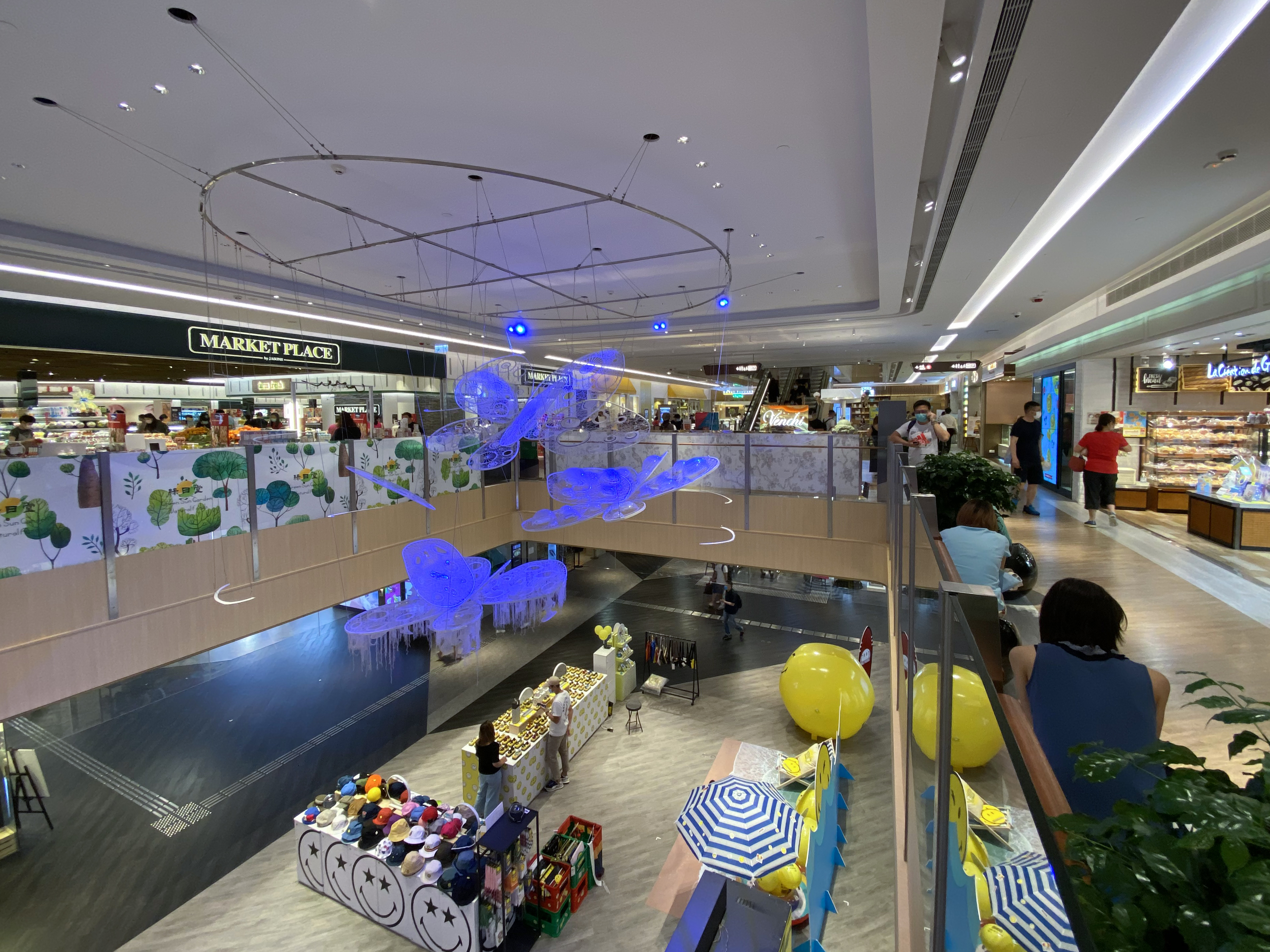
翻新後的B1層
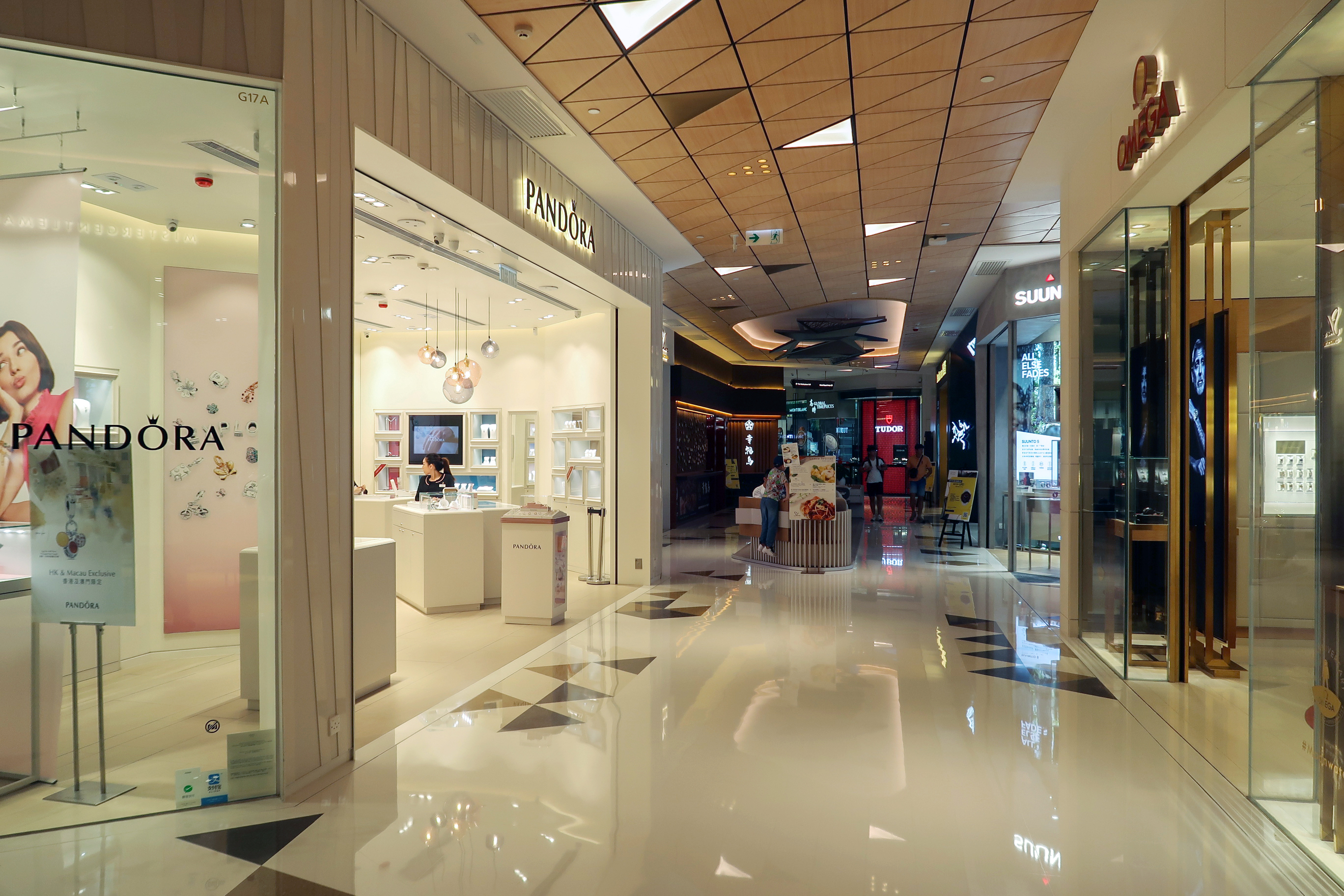
翻新後的地下
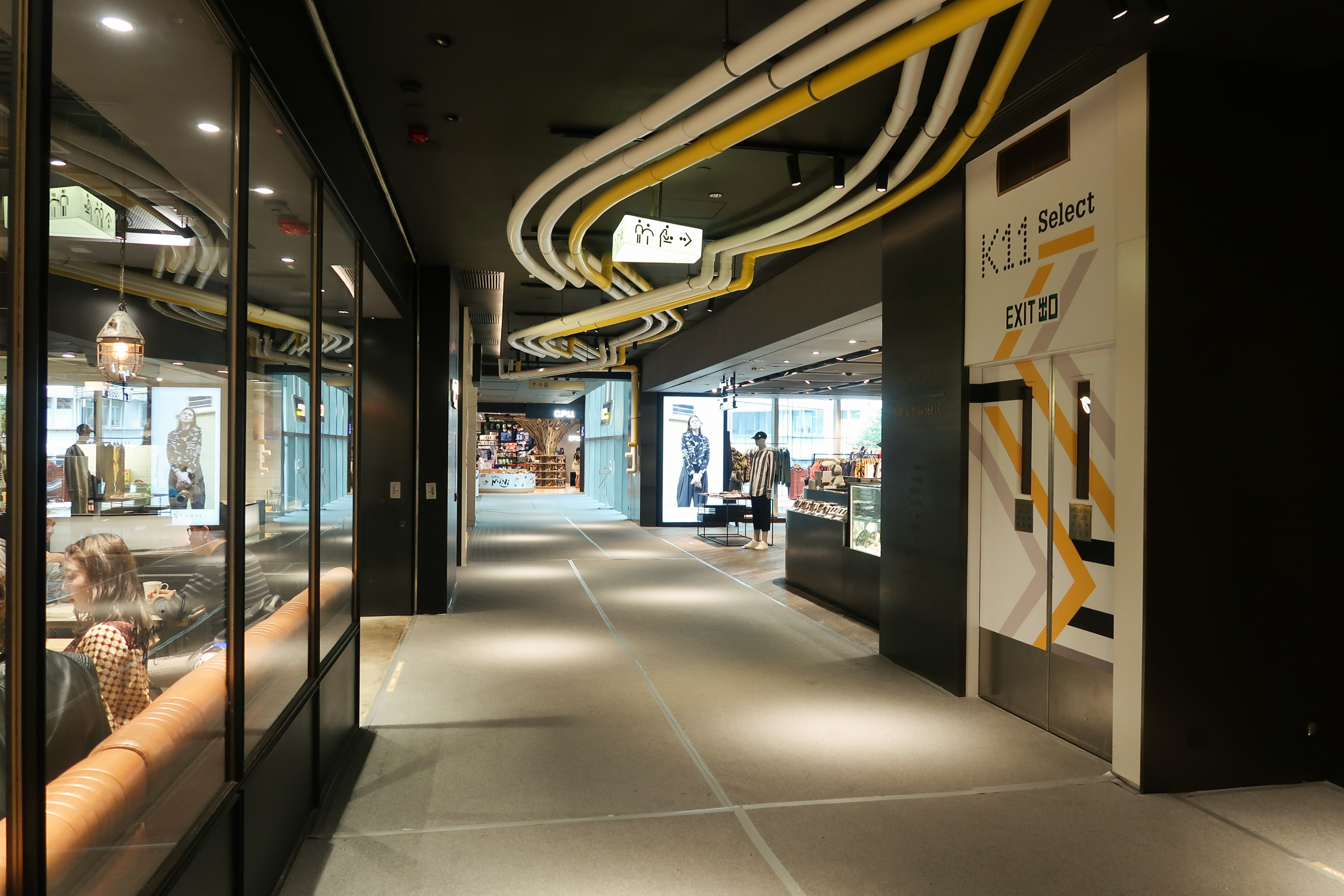
正進行翻新的1樓
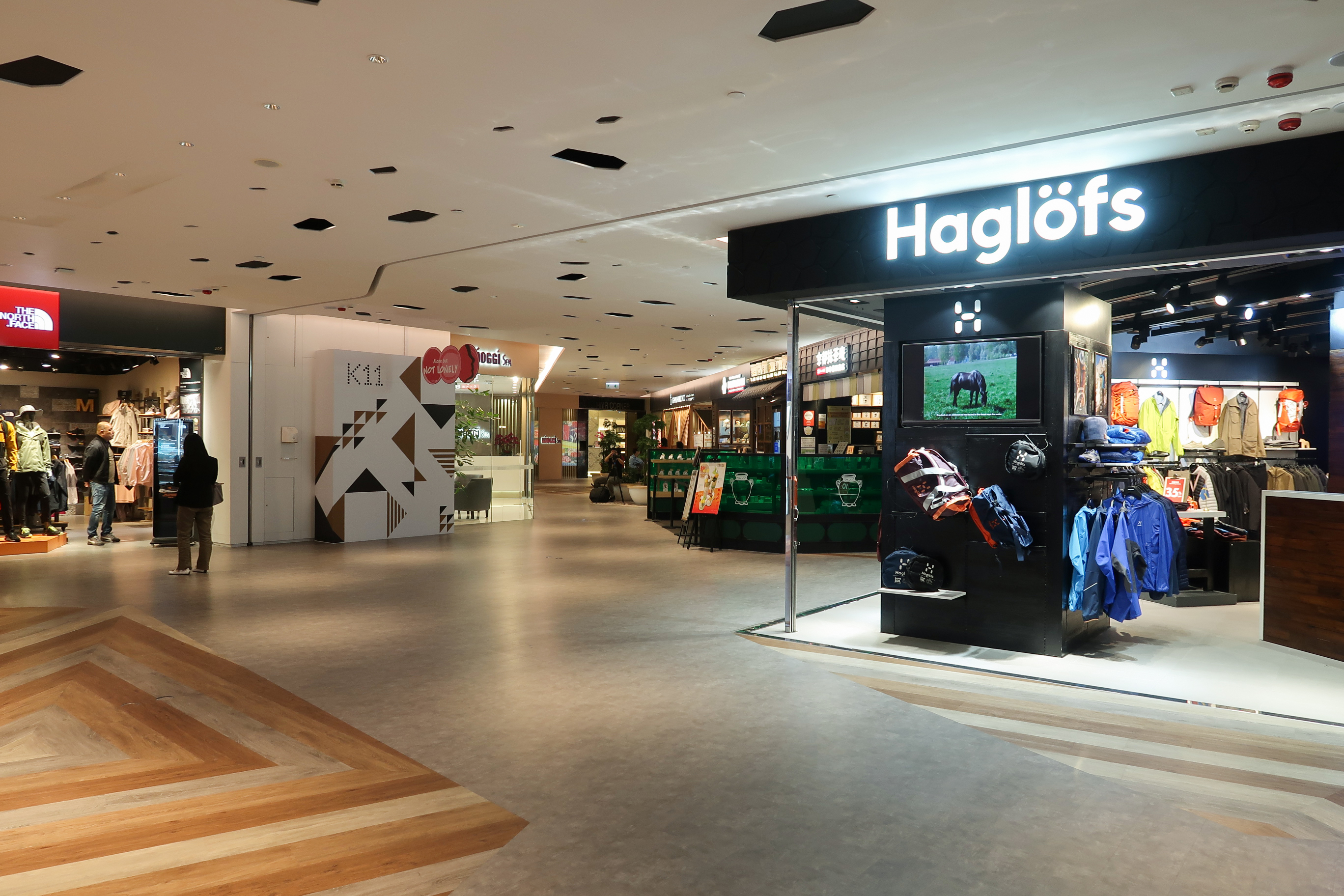
翻新後的2樓
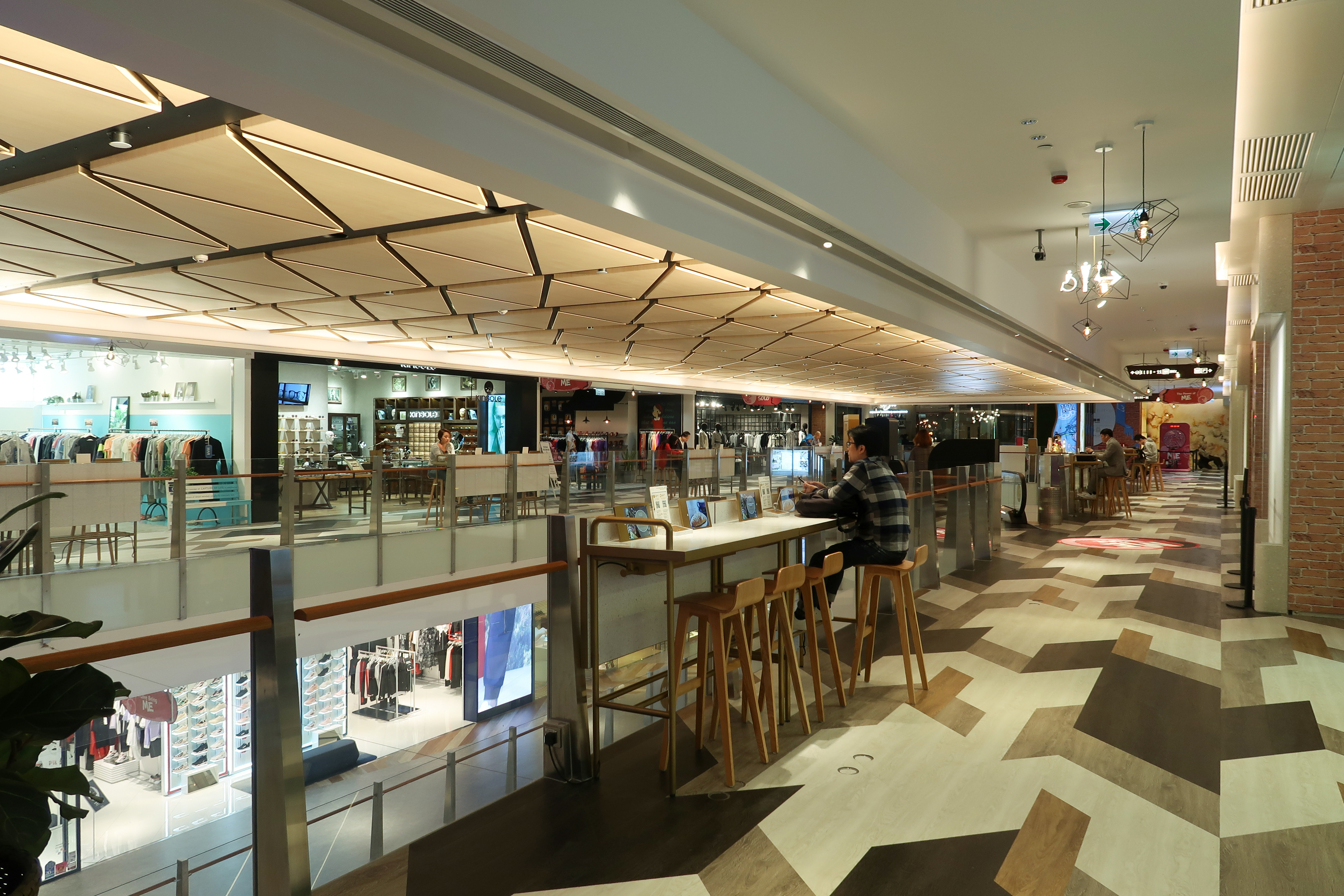
翻新後的3樓

## 上蓋物業

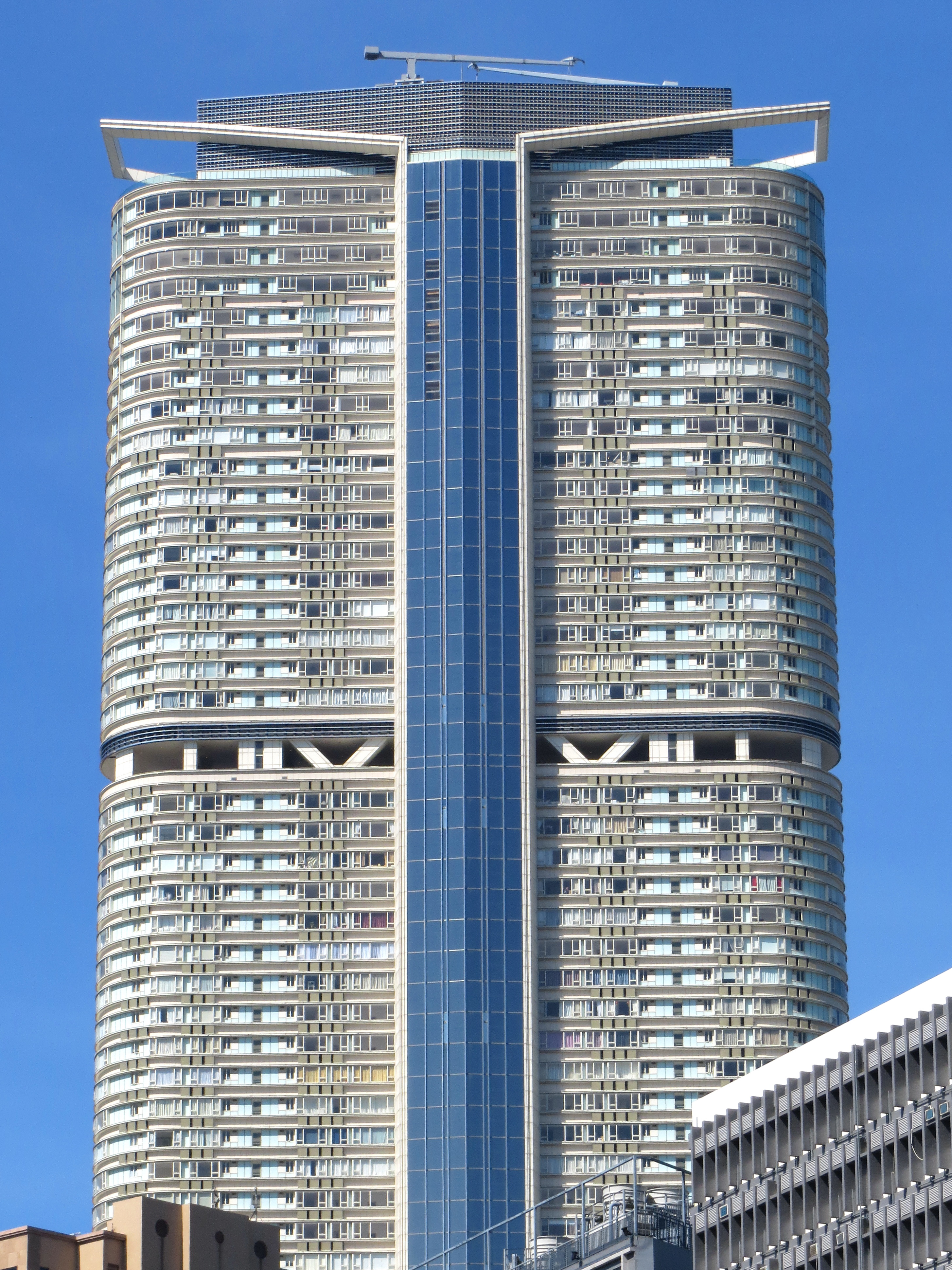
K11的上蓋物業名鑄

- 名鑄
- 香港尖沙咀凱悅酒店

## 交通
K11鄰近尖沙咀站及尖東站，而附近的彌敦道、漆咸道南、海防道等有多綫巴士、小巴途經。此外，商場亦設有跨境巴士站，提供來往深圳的跨境巴士服務。商場亦預留空間連接尖沙咀站，該出入口（D3）已於2018年11月30日開通。
港鐵
- █  荃灣綫：尖沙咀站D3出口
- █  屯馬綫：尖東站N3、N4出口

## 賣盤
2024年8月，市場傳出華潤隆地向新世界發展以90億港元收購K11 ART MALL。

## 其他K11
上海K11商場於2013年1月18日開業，5月底正式開業；武漢K11於2011年開業，亦設有「新食藝」，武漢亦有K11藝術村。未來包括北京、天津、瀋陽等都有K11商場開業。廣州K11商場亦已於2018年開業。
另外，鄭志剛先生亦創辦K11 Art Foundation，以各種形式資助藝術家及推動藝術發展。